# Religion

Symbole einiger Religionen: Christentum, Judentum, Hinduismus, Islam, Buddhismus, Shintō, Sikhismus, Bahaitum, Jainismus

Religion (von lateinisch religio ‚gewissenhafte Berücksichtigung, Sorgfalt‘, zu lateinisch relegere ‚bedenken, achtgeben‘, ursprünglich gemeint ist „die gewissenhafte Sorgfalt in der Beachtung von Vorzeichen und Vorschriften“) ist ein Sammelbegriff für eine Vielzahl unterschiedlicher Weltanschauungen, deren Grundlage meist der jeweilige Glaube an bestimmte transzendente (überirdische, übernatürliche, übersinnliche) Kräfte sowie häufig auch an heilige Objekte darstellt. Im deutschen Sprachraum wird der Begriff Religion zumeist sowohl für die individuelle Religiosität als auch für die kollektive Religionstradition verwendet.
Die Lehren einer Religion sind meist nicht beweisbar im Sinne der Wissenschaftstheorie, sondern beruhen auf dem Glauben an Mitteilungen bestimmter Vermittler (Religionsstifter, Propheten, Schamanen) oder an intuitive und individuelle Erfahrungen. Solche spirituellen Mitteilungen oder Erfahrungen werden in vielen Religionen als Offenbarung bezeichnet. Skeptiker und Religionskritiker suchen demgegenüber allein nach kontrollierbarem Wissen durch rationale Erklärungen.
Religion kann wie auch andere Weltanschauungen Wertvorstellungen normativ beeinflussen, menschliches Verhalten, Handeln, Denken und Fühlen prägen, und in diesem Zusammenhang eine Reihe von ökonomischen, politischen und psychologischen Funktionen erfüllen. Diese umfassenden Eigenschaften von Religion bergen in sich das Risiko der Bildung religiöser Ideologien.
In der Religionswissenschaft nimmt man heute nicht mehr an, dass Religion ein Phänomen sei, das in allen Kulturen und Zeitaltern anzutreffen sei und daher ein menschliches Grundbedürfnis wäre. Vielmehr gilt der Religionsbegriff in der heutigen Ausformung als modernes Konzept.
Während unterschiedliche Wissenschaftler die Entstehung des Religionsbegriffes in der heutigen Bedeutung erst in die Mitte des 19. Jahrhunderts datieren, nehmen andere bereits für das 18. oder 17. Jahrhundert eine Konsolidierung des Begriffes an. Es ist darum problematisch, vor dieser Zeit von „Religion“ zu sprechen. Dennoch lassen sich in vormodernen Kulturen fast ausnahmslos Phänomene finden, die mit dem modernen Begriff „Religion“ zu beschreiben sind.
Weiterhin berufen sich heutige religiöse Weltanschauungen und Sinngebungssysteme oft auf lange Traditionen.
Die weltweit größten Religionen sind nach der Zahl der Anhänger Christentum, Islam, Hinduismus, Buddhismus, Daoismus, Sikhismus, Jüdische Religion, Bahaitum und Konfuzianismus (siehe auch: Liste von Religionen und Weltanschauungen). Religionen, deren Verbreitung nicht auf bestimmte Kulturen und Regionen begrenzt ist, gelten als Weltreligionen. Die Anzahl und der Formenreichtum der historischen und gegenwärtigen Religionen übersteigt Anzahl und Formenreichtum der Weltreligionen bei weitem. Eine umfassende Systematisierung der Religionen, die die Entwicklungen sowie Einflüsse verschiedener Religionen aufeinander in ihrer Gesamtheit darstellt, wurde in der Religionswissenschaft zwar gefordert, konnte aber weder für Weltreligionen noch für die unüberschaubare Vielzahl anderer Religionen überzeugend vorgelegt werden und wurde in der Religionswissenschaft weitgehend aufgegeben.
Einige Religionen beruhen auf philosophischen Systemen im weitesten Sinne oder haben solche rezipiert. Andere sind stärker politisch, teils theokratisch orientiert; wieder andere gründen in der Hauptsache auf spirituellen Aspekten. Mehrere Religionen weisen verwandte Elemente auf, wie die Kommunikation mit transzendenten Wesen im Rahmen von Heilslehren, Symbolsystemen, Kulten und Ritualen oder bauen aufeinander auf, wie zum Beispiel Judentum und Christentum. Überschneidungen finden sich in nahezu allen Religionen und insbesondere bei deren Rezeption und Ausübung durch den einzelnen Menschen. Zahlreiche Religionen sind als Institutionen organisiert; dabei kann in vielen Fällen von einer Religionsgemeinschaft gesprochen werden.
Mit der wissenschaftlichen Erforschung von Religionen und (z. T.) Religiosität befassen sich besonders die Religionswissenschaft, Religionsgeschichte, Religionssoziologie, Religionsethnologie, Religionsphänomenologie, Religionspsychologie, Religionsphilosophie sowie in vielen Fällen Teilgebiete der jeweiligen Theologie.
Konzepte, Institutionen und Erscheinungsformen von Religion werden durch Formen der Religionskritik punktuell oder grundsätzlich in Frage gestellt.
Das Adjektiv „religiös“ bezeichnet je nach Kontext „den Bezug zu (einer bestimmten) Religion“ oder „den Bezug zur Religiosität eines Menschen“.

## Definitionsversuche
Es gibt keine allgemein anerkannte Definition von Religion, sondern nur Versuche der Definition.
Grob lassen sich substantialistische und funktionalistische Ansätze unterscheiden. Substantialistische Definitionen versuchen, das Wesen der Religion etwa in ihrem Bezug zum Heiligen, Transzendenten oder Absoluten zu bestimmen; nach Rüdiger Vaas und Scott Atran etwa stellt der Bezug zum Transzendenten den zentralen Unterschied zum Nichtreligiösen dar.
Funktionalistische Religionsbegriffe versuchen, Religion anhand ihrer gemeinschaftsstiftenden gesellschaftlichen Rolle zu bestimmen. Vielfach erfolgt die Definition aus Sicht einer bestimmten Religion, zum Beispiel von Seiten des Christentums. Eine vielzitierte Definition stammt von Friedrich Schleiermacher: Religion ist „das Gefühl der schlechthinnigen Abhängigkeit von Gott“. Die Definition aus Sicht eines Jesuiten lautet: „Verehrung geistiger, außer und über der sichtbaren Welt stehender persönlicher Wesen, von denen man sich abhängig glaubt und die man irgendwie günstig zu stimmen sucht“.
Eine substantialistische Definition etwa nach dem evangelischen Theologen Gustav Mensching lautet: „Religion ist erlebnishafte Begegnung mit dem Heiligen und antwortendes Handeln des vom Heiligen bestimmten Menschen.“ Nach dem Religionswissenschaftler Peter Antes werden mit Religion „alle Vorstellungen, Einstellungen und Handlungen gegenüber jener Wirklichkeit [verstanden], die Menschen als Mächte oder Macht, als Geister oder auch Dämonen, als Götter oder Gott, als das Heilige oder Absolute oder schließlich auch nur als Transzendenz annehmen und benennen.“
Michael Bergunder umgeht das Problem einer fehlenden einheitlichen Definition für „Religion“, indem er den Begriff in Religion 1 und Religion 2 unterteilt. Als Religion 1 können religionswissenschaftliche Versuche einer exakten Definition des Begriffs verstanden werden. Religion 2 hingegen bezeichnet das alltägliche Verständnis von Religion. Dabei gebe es zwischen beiden Begriffsbestimmungen Wechselwirkungen, sodass nicht trennscharf zu unterscheiden sei. Bergunder historisiert den Religionsbegriff und kritisiert ihn daher zugleich. Er unterscheidet dabei im Religionsverständnis die Meta-Ebene (wahr philosophisch) von der Erfahrung (anthropologisch).

### Clifford Geertz und Gerd Theißen
Gerd Theißen definiert Religion in Anlehnung an Clifford Geertz (1966) als ein kulturelles Zeichensystem:

„Religion ist ein kulturelles Zeichensystem, das Lebensgewinn durch Entsprechung zu einer letzten Wirklichkeit verheißt.“

Theißen (2008) vereinfacht die Definition von Geertz, indem er anstelle von „Symbolsystem“ von Zeichensystem spricht.
Nach Geertz (1966) ist eine Religion ein Symbolsystem, das darauf zielt
- starke, umfassende und dauerhafte Stimmungen und Motivationen in den Menschen zu schaffen,
- indem es Vorstellungen einer allgemeinen Seinsordnung formuliert und
- diese Vorstellungen mit einer solchen Aura von Faktizität umgibt, dass
- die Stimmungen und Motivationen völlig der Wirklichkeit zu entsprechen scheinen.

Geertz entwickelte die Theorie der interpretativen bzw. symbolischen Anthropologie in seinen Schriften (Dichte Beschreibung), er gilt als Vertreter eines funktionalen Religionsbegriffs. Daher untersuchte er nicht das Wesen oder die Substanz von Religion (im Sinn eines substantiellen Religionsbegriffs), sondern ihre Funktion für das Individuum und die Gesellschaft. Für ihn war Religion ein notwendiges Kulturmuster. Geertz verstand Religion als Sinn- und Orientierungssystem sowie als Konfliktlösungsstrategie, weil Religionen eine allgemeine Seinsordnung und ein Ordnungsmuster anbieten durch sie kein Ereignis unerklärlich bleibt.
Theißen begründet dies damit, dass Symbole im engeren Sinn eine komplexe Form von Zeichen sind und die Geertzsche Formulierung der Beschreibung der „Entsprechung von Stimmungen und Motivationen zu einer faktisch geglaubten Seinsordnung“ in ebenso differenzierten Weise in der „Entsprechung zu einer letzten Wirklichkeit“ ihren Ausdruck findet. Theißens Definition lässt nun folgende Analyse zu:
- kulturelles Zeichensystem, sagt etwas über das Wesen der Religion aus;
- Zeichensystem entspricht einer letztgültigen Wirklichkeit, sagt etwas über Wirkung;
- Zeichensystem verheißt Lebensgewinn, sagt etwas über die Funktion aus.

|             | Religion als ordnende Kraft                                            | Religion als Krisenbewältigung                                       | Religion als Krisenprovokation                                      |
| ----------- | ---------------------------------------------------------------------- | -------------------------------------------------------------------- | ------------------------------------------------------------------- |
| kognitiv    | Aufbau einer kognitiven Ordnung: Platzanweisung des Menschen im Kosmos | Bewältigung kognitiver Krisen: Die Irritation durch Grenzerfahrungen | Provokation kognitiver Krisen: Der Einbruch des Ganz-Anderen        |
| emotional   | Aufbau emotionalen Grundvertrauens in eine legitime Ordnung            | Bewältigung emotionaler Krisen: Angst, Schuld, Versagen, Trauer      | Provokation emotionaler Krisen: durch Angst, Schuldbewusstsein usw. |
| pragmatisch | Aufbau akzeptierter Lebensformen, ihrer Werte und Normen               | Bewältigung von Krisen: Umkehr, Sühne, Erneuerung                    | Provokation von Krisen: durch das Pathos des Unbedingten            |

## Etymologie
Das Wort religio hatte im Lateinischen verschiedene Bedeutungen, die von „Bedenken, Zweifel, Besorgnis, Gewissensskrupel“ über „Gewissenhaftigkeit, Religiosität, Gottesfurcht, Frömmigkeit, Gottesdienst“ bis zu „Heiligkeit (z. B. eines Ortes)“ und „Aberglaube“ reichten. Die Etymologie des Begriffs lässt sich nicht eindeutig zu einem Ursprung zurückverfolgen. Religio ist kein Terminus altrömischer Religion. Früheste Belege für die Verwendung des Ausdrucks finden sich in Komödien des Plautus (ca. 250–184 v. Chr.) und in politischen Reden des Cato (234–149 v. Chr.).
Nach Cicero (1. Jh. v. Chr.) geht religio auf relegere zurück, was wörtlich „wieder lesen, wieder auflesen, wieder zusammennehmen“, im übertragenen Sinn „bedenken, beachten“ bedeutet. Cicero dachte dabei an den Tempelkult, den es sorgsam zu beachten galt. Dieser religio (als der gewissenhaften Einhaltung überlieferter Regeln) stellte er die superstitio (nach der ursprünglichen Bedeutung Ekstase) als eine übertriebene Form von Spiritualität mit tagelangem Beten und Opfern gegenüber. Im Sinn einer „berufsmäßigen“ Gottesverehrung bezeichnete man daher im Mittelalter Ordensleute als religiosi. Diese Bedeutung behielt der Begriff bis heute im römisch-katholischen Kirchenrecht. Auch seine Entlehnung ins Deutsche im 16. Jahrhundert meint damit eine amtskirchliche Bibelauslegung und Kultpraxis – abgegrenzt von sogenanntem Aberglauben (siehe Superstitio). Bis heute heißt die römische Kongregation für die Ordensleute „Religiosenkongregation“.
Zu Beginn des 4. Jahrhunderts führte der christliche Apologet Lactantius das Wort religio auf religare „zurück-, an-, festbinden“ zurück, wobei er sich polemisch mit Ciceros Auffassung über den Unterschied von religio und superstitio auseinandersetzte. Er meinte, es handle sich um ein „Band der Frömmigkeit“, das Gläubige an Gott binde. Diese Herkunft ist bei Sprachwissenschaftlern umstritten, da kein vergleichbares Wort aus einem Verb der lateinischen a-Konjugation entstammt, beim sich das Suffix -are ohne Anzeichen zu -ion entwickelte.
Im Mittelalter und in der frühen Neuzeit waren zur Bezeichnung der Gesamtheit des Religiösen die Ausdrücke fides („Glaube“), lex („Gesetz“) und secta (von sequi „folgen“, also „Gefolgschaft, Richtung, Partei“) gebräuchlich.
Religio bezeichnete zunächst Lehren, die je nach Auffassung als richtig oder falsch galten. Nach der Reformation, vor allem im Zeitalter der Aufklärung wurde ein abstrakterer Religionsbegriff geprägt, auf den gegenwärtigen Definitionsansätze zurückgehen.
In den meisten außereuropäischen Sprachen fehlten bis zum 19. Jahrhundert genaue Übersetzungen des Wortes Religion. Zumeist umschrieb man das Phänomen mit mehreren Begriffen. Eigene Begriffsprägungen erfolgten relativ spät. Dies trifft beispielsweise auf den Ausdruck Hinduismus zu, dessen Bedeutung zudem einem mehrmaligen Wandel unterlag.
Der Religions- und Sprachwissenschaftler Axel Bergmann bezweifelt eine Wortbildung mit dem Präfix re- („zurück, wieder“). Es gehe vielmehr auf das altlateinische rem ligere „eine Sache (oder ein Vorhaben) binden“, d. h. „mit (religiösen) Skrupeln betrachten“ oder „in Ehrfurcht scheuen“, zurück. Dieser Ausdruck der Alltagssprache wurde laut Bergmann zunächst auf religiöse Skrupel bezogen und später auf den gesamten religiösen Bereich ausgedehnt.

## Universale Elemente des Religiösen
Der österreichische Ethnologe, Kultur- und Sozialanthropologe Karl R. Wernhart klassifiziert grundlegende Strukturen des „Religiösen an sich“ (Religious Beliefs per se) aller Religionen und Kulturen, die unabhängig von ihrem steten Wandel übereinstimmen, wie folgt :

### Glaube
- Existenz von unkörperlichen, übernatürlichen „Kraftfeldern“ (Seelen, Ahnen, Geister, Götter)
  - Manche Religionen gehen von der Existenz eines oder mehrerer persönlicher oder unpersönlicher transzendenter Kräfte aus (z. B. eine oder mehrere Gottheiten), Geister oder Gesetzmäßigkeiten (z. B. Dao, Dharma) und machen Aussagen über die Herkunft und Bestimmung des Menschen, etwa über das Nirvana oder Jenseits.
- Verbindung des Menschen mit dem Transzendenten in einer ganzheitlich verflochtenen Beziehungsdimension, die über das normale menschliche Bewusstsein hinausgeht und geheiligt wird
- Alle Ethik und Moral wurzelt ursächlich in der jeweiligen Glaubenswelt
- Der Mensch ist mehr als seine rein physische Existenz (hat etwa eine Seele)

### Orientierung
Antworten auf die metaphysischen „Kardinalfragen des Lebens“:
(Kursiv = Wernhart zitiert die „Erklärung über das Verhältnis der Kirche zu den nichtchristlichen Religionen“ des 2. Vatikanischen Konzils von 1962–1965)
- Woher kommen wir? (Was ist der Mensch? Was ist der Sinn und Zweck des Lebens?)
  - Schöpfungsmythen – die häufig mit Hilfe von Schauspiel, Musik, Riten oder Tänzen transformiert und lebendig erhalten werden – bilden dabei überall ein Vehikel, um historische Ereignisse in einer zeitlosen Dimension festzuhalten. Der Mythos ist die Art und Weise, wie die Welt erklärt, legitimiert und bewertet wird.[32]
- Wo stehen wir in der Welt? (Was ist das Gute, das Böse, […]? Woher kommt das Leid und welchen Sinn hat es?)
- Wohin gehen wir? (Was ist der Weg zum wahren Glück?)
- Welches Endziel haben wir vor Augen? (Was ist jenes letzte und unsagbare Geheimnis unserer Existenz […]?)

#### Sicherheitsaspekt
Viele Wissenschaftler (etwa A. Giddens, L. A. Kirkpatrick, A. Newberg und E. d’Aquili) betonen in Bezug auf die Orientierung den Aspekt der Sicherheit für den Einzelnen oder seine Nächsten. Demnach befriedigen Religionen das Bedürfnis nach Beistand und Stabilität bei existentiellen Ängsten. Sie bieten Trost, Schutz und Sinnerklärung angesichts von Leiden, Krankheit, Tod, Armut, Elend und Ungerechtigkeit. Nach der Bindungstheorie von Kirkpatrick sei Gott eine Ersatz-Bezugsperson, wenn menschliche Bezugspersonen (Eltern, Lehrer u. ä.) fehlen oder unzureichend sind. Diese Annahme konnte von R. K. Ullmann empirisch untermauert werden.
Boyer und Atran kritisieren die Funktionen Sicherheit und Orientierung. Sie entgegnen, dass Religionen häufig mehr Fragen aufwerfen, als sie beantworten, dass ein Erlösungskonzept zumeist fehle, dass trotz der offiziellen Religionen häufig der Glaube an böse Geister und Hexen vorkomme und dass selbst viele Konfessionen nicht nur Ängste mindern, sondern auch neue schaffen.
Die beiden Wissenschaftler reduzieren die Universalien im Gegensatz zu Wernhart auf die Bedürfnisse: Kooperation und Information.

### Ausdrucksformen
Jeder Gläubige hat Erwartungen, Hoffnungen und Sehnsüchte, die vor dem Hintergrund des Glaubens und der religiösen Orientierung ihren Ausdruck in verschiedenen Praktiken finden:
- Gebete zum Erbitten oder Danken und zum Zwiegespräch mit dem Transzendenten
- Kulthandlungen (Riten, Opfer, Zeremonien u. a.)
- Askese, Ekstase, Meditation, Mystik

## Religion als historisches Phänomen

### Älteste Spuren

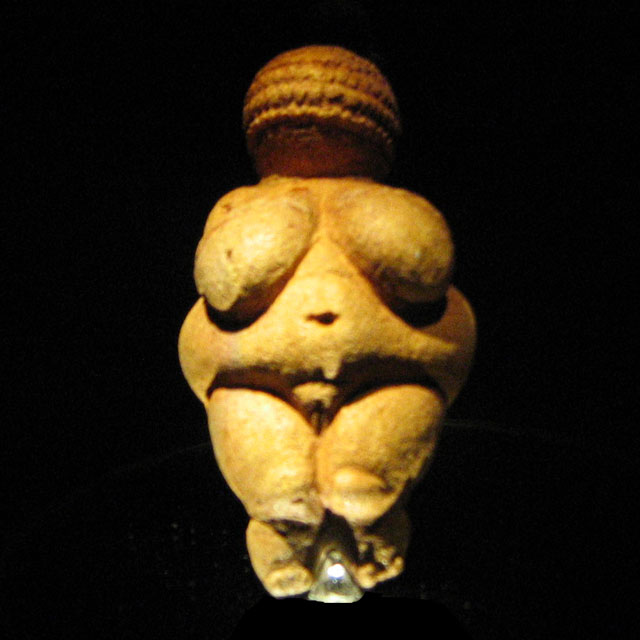
Venus von Willendorf

Nachdem ältere Theorien – wie die eines prähistorischen Bärenkultes oder einer einheitlichen „Urreligion“ (siehe etwa: Animistische Urreligion, Core Schamanismus nach Harner oder Urmonotheismus nach Wilhelm Schmidt) – heute als widerlegt gelten, andererseits aber die lange bezweifelten Datierungen jungpaläolithischer Höhlenmalereien und Musikinstrumente erweitert und bestätigt wurden, hat sich ein Konsens über den Beginn menschlicher Religionsgeschichte herausgebildet. Demnach werden Bestattungen und (später) Grabbeigaben als frühe archäologische Zeichen religiösen Ausdrucks anerkannt, die sich ab etwa 120.000 Jahren v. Chr. im Mittelpaläolithikum sowohl bei Homo sapiens als auch beim Neandertaler nachweisen lassen. Der Homo sapiens entwickelt im späten Mittelpaläolithikum (mittlerer Abschnitt der Altsteinzeit) und beginnendem Mesolithikum (Mittelsteinzeit) komplexere Ausdrucksformen in frühen Kleinkunstwerken, Höhlenmalereien, später mit aufwändigen Grabstätten und zum Beginn des Neolithikums (Jungsteinzeit) im Nahen Osten herausgehobene Bauwerke, wie das als Tempelanlage interpretierte Göbekli Tepe.
Ab ca. 40.000 v. Chr. – mit dem Auftreten künstlerischer Skulpturen, Malereien und Musikinstrumente – werden die Hinweise deutlicher. Welche religiösen Inhalte und Konzepte diesen Artefakten zuzuschreiben sind, ist unklar bzw. spekulativ.

### Historische Religionen
Viele bis heute praktizierte Religionen haben Wurzeln in vorgeschichtlicher Zeit. Andere frühe Religionen existieren nicht mehr und sind in ihren Inhalten kaum fassbar, da fehlende oder lückenhafte Überlieferung das Verständnis erschwert und religiöse Konzepte sich in den von der Archäologie gefundenen materiellen Artefakten nur mittelbar abbilden. Das führt zu sehr unterschiedlichen Deutungen archäologischer Funde.
Auch dort, wo sehr umfangreiche schriftliche Quellen vorliegen (etwa bei antiken Religionen der Griechen und Römer) sind die Kenntnisse über Kultpraxis und individuelle Religionsübung sehr lückenhaft. Häufig hat man Kenntnisse hauptsächlich von der Mythologie, so weiß man einiges über die Mythologie der Kelten und der Germanen, über die Kultpraxis jedoch wenig.
Zu den historischen Religionen zählen (räumlich und zeitlich geordnet):
| Afrika - Altägyptische Religion Alter Orient Mesopotamien - Sumerische Religion - Babylonische Religion - Assyrische Religion - Hurritische Religion Iran - Elamische Religion - Altiranische Religion Kleinasien - Hattische Religion - Hethitische Religion - Luwische Religion - Palaische Religion - Urartäische Religion Semitische Religion - Ursemitische Religion - Amurritische Religion - Ugaritische Religion - Phönizische Religion - Karthagische Religion - Altkanaanäische Religion - Altaramäische Religion - Altarabische Religion - Altsüdarabische Religion | Indien - Religion der Veden - Brahmanismus China - Wuismus - Fangshi Antike - Minoische Religion - Mykenische Religion - Griechische Religion - Etruskische Religion - Römische Religion - Gnosis - Manichäismus Altes Europa - Indogermanische Religion - Keltische Religion - Germanische Religion - Nordgermanische Religion - Angelsächsische Religion - Slawische Religion |

### Geschichte konkreter Religionen
Die Geschichte verschiedener Religionen wird in den Geschichtsabschnitten ihrer jeweiligen Artikel bzw. in gesonderten geschichtlichen Artikeln dargestellt:
- Afrikanische Religionen
- Bahaitum
- Buddhismus
- Christentum
- Daoismus
- Hinduismus
- Islam
- Jainismus
- Judentum
- Konfuzianismus
- Sikhismus
- Shintō
- Zarathustrismus

### Religion in der Neuzeit
Im Gegensatz zu den mittelalterlichen christlichen Gesellschaften, in denen fast die gesamte Lebenswirklichkeit unter der Autorität der Religion stand, verlor die institutionalisierte Religion in der Neuzeit zunehmend an Machtfülle. Anstelle der Theologie errangen Natur- und Geisteswissenschaften Autorität, beispielsweise in Fragen zu Evolution oder Ethik/Recht, Bereichen, die zuvor der Religion unterstanden. Die Tendenzen hin zu einer Trennung von Kirche und Staat werden als Säkularisierung bezeichnet. Erklärungsversuche dafür beziehen sich oft auf Ideen des Humanismus und der Aufklärung, Einflüsse der Industrialisierung, die allmähliche bzw. durch eine Revolution hervorgerufene Überwindung des feudalen Ständestaates und den damit verbundenen ökonomischen, sozialen, kulturellen und rechtlichen Wandel. Der Wandel umfasst alle gesellschaftlichen Felder, so auch das der verfassten Religion, welche sich ebenfalls ausdifferenzierte, einerseits Gewaltpotenzial und Unduldsamkeit zeigte, andererseits pluralistischer auftrat und vielfach mehr Toleranz aufbrachte.
In Europa verlor das Christentum seit dem späten 19. Jahrhundert hinsichtlich seiner Reputation, des gesellschaftlichen und politischen Einflusses und seiner Verbreitung beschleunigt an Bedeutung. Einige traditionell christliche westliche Länder verzeichneten sinkenden Klerikernachwuchs, Verkleinerung der Klöster und ein Anwachsen von Kirchenaustritten oder andere Formen von Distanzierung.
Besonders in Frankreich, wo durch die Revolution 1789, den Code civil 1804 und Anfang des 20. Jahrhunderts durch das Gesetz zur Trennung von Kirche und Staat ein strikter Laizismus umgesetzt worden ist, ging der gesellschaftliche Einfluss der katholischen Kirche zurück.
Die abnehmende materielle und ideelle Macht der großen christlichen Kirchen, die Friedrich Nietzsche Ende des 19. Jahrhunderts mit den Worten „Gott ist tot“ kommentierte, wurde und wird von einigen religiösen Denkern bemängelt. Sie bedauern, das Schwinden des Einflusses der Religion reduziere ethische Standards. Der Mensch werde zum Maß aller Dinge. Unter der Devise „Ohne Gott ist alles erlaubt“, könnten destruktive Handlungen und nihilistisches Denken gefördert werden. Für solche Folgen gibt es allerdings keine eindeutigen Hinweise.
In der Sowjetunion, insbesondere unter der Terrorherrschaft Stalins, im nationalsozialistischen Deutschland und weniger ausgeprägt in Ostblockstaaten ab 1945 konnte die öffentliche religiöse Betätigung zu gesellschaftlichen Benachteiligungen führen, bis hin zu Todesurteilen und Verschleppung. Daher war der Anteil sichtlich praktizierender Mitglieder von Religionsgemeinschaften dort vergleichsweise gering. Dem Zusammenbruch der Sowjetunion folgte eine ambivalente Entwicklung. Während in den neuen Bundesländern die organisierte Religion weiterhin nur eine marginale Rolle spielt, ist sie beispielsweise in Polen tief verwurzelt. Auch in der islamischen und der asiatischen Welt gab und gibt es massive Diskriminierungen aufgrund von Religionszugehörigkeit. Siehe dazu und speziell zur Christenverfolgung etwa den Weltverfolgungsindex.

### Gegenwärtige Trends
Zahlreiche Studien belegen rückläufige Besucherzahlen in Kirchen, Synagogen und anderen religiösen Einrichtungen, z. B. in Großbritannien, Deutschland und Frankreich, obwohl Kirchen hier Umfragen zufolge weiterhin als anerkannte öffentliche Einrichtungen gelten. In den meisten europäischen Staaten waren 2005 noch mehr als 50 % der Einwohner Mitglieder einer christlichen Kirche.
In Polen, Irland, Spanien und Italien gilt die katholische Kirche, der jeweils mehr als 80 % der Bewohner angehören, als politisch einflussreich. In vielen europäischen Ländern ist es bis heute üblich, zumindest formell einer Religionsgemeinschaft anzugehören. Seit einigen Jahrzehnten, verstärkt seit dem Ende des letzten Jahrtausends, wenden sich vor allem junge Menschen weltweit häufiger wieder religiösen Ausdrucksformen zu.
Im Gegenzug zur Säkularisierung in Europa gewinnen Islam und Christentum als auch der Buddhismus in der übrigen Welt an Bedeutung. In den USA und Lateinamerika etwa stellt die Religion nach wie vor einen wichtigen Faktor dar. Im 20. Jahrhundert nahm der Einfluss des Christentums und des Islam in Afrika erheblich zu. In der arabischen Welt ist der Islam das prägende Element der Gesellschaft. Auch in Teilen Asiens gewann der Islam an Einfluss, so in Indonesien, Pakistan, Indien und Bangladesch. In der Volksrepublik China erleben religiöse Gemeinschaften seit der Lockerung einiger Verbote wieder einen moderaten Aufschwung. Von den christlichen Kirchen und Religionsgemeinschaften erzielen die sich zum Protestantismus zählenden evangelikalen Missionare weltweit die meisten „Bekehrungserfolge“.
Allerdings heißt das nicht, dass die größte Zahl der Menschen, die sich zu einer Religionsgemeinschaft bekennen, ihren Glauben aktiv praktizieren. Wo die Religion zur nationalen oder politischen Identitätsbildung beiträgt wie der Katholizismus in Polen oder die Orthodoxie in Russland, oder wo sie ein Identifikationpotenzial mit politischer Stoßrichtung gegen westliche Invasoren, für soziale Gerechtigkeit oder zur ethnischen Abgrenzung bietet, erfährt sie regen Zulauf, ohne dass dies mit dem Wiedererstarken traditionell gelebter Frömmigkeit verbunden sein muss. Im Gegenteil erstarkt gerade dort, wo die traditionell gelebte Religiosität zurückgeht, die politisierte Religion. Dies betrifft den Evangelikalismus in Nord- und Südamerika, den fundamentalistischen Islam wie auch den Buddhismus (z. B. in Sri Lanka oder Myanmar) oder den Hindu-Nationalismus in Indien. Die Polarisierung zwischen der Gleichgültigkeit gegenüber Religion und dem Trend zum Fundamentalismus könnte mit der Rationalisierung und einer sinkenden Ambiguitätstoleranz der modernen Welt zusammenhängen, da eine Akzeptanz von Transzendenz die Anerkennung unsicherer oder widersprüchlicher Auffassungen voraussetzt, es sei denn, die Transzendenz tritt in fundamentalistischer, Eindeutigkeit suggerierender Ausprägung auf. Ein Zeichen für sinkende Ambiguitätstoleranz bei der Überlieferung und Auslegung heiliger Schriften bildet der Islam. Während bis gegen Ende des 19. Jahrhunderts mehrere Koranversionen gelesen und mehrere Auslegungen zugelassen wurden, betonen heutige Kommentatoren zumeist, dass es nur eine einzige Auslegung gebe. Diese Tendenz sieht der Islamwissenschaftler Thomas Bauer als Folge der Konfrontation des Islam mit dem Westen. Andere damit verbundene Trends sind die religiöse Indifferenz als Ambiguitätsvermeidungsstrategie und die zunehmende Beliebigkeit oder Zufälligkeit der Wahl einer „Privatreligion“, teils auch in säkularisierter Form (z. B. Ernährung als Ersatzreligion, die dann freilich dogmatisiert werden kann).
Neuere Forschungen verweisen auf einen statistisch nachweisbaren Zusammenhang zwischen Demografie und Religion in zeitgenössischen Gesellschaften. Die Kinderzahl in religiösen Gemeinschaften ist zum Teil erheblich höher als in säkular geprägten Gesellschaften. Beispiele hierfür sind die Geburtenraten türkischstämmiger Familien in Deutschland, die zumeist dem sunnitischen Islam angehören, evangelikaler christlicher Gruppen in den USA und zunehmend auch in Europa sowie Angehöriger des orthodoxen Judentums in Israel. Dieses Phänomen wird gegenwärtig auf dem Hintergrund der Probleme einer wachsenden Weltbevölkerung nicht nur positiv, sondern auch negativ bewertet.
In den meisten Mitgliedsstaaten der Vereinten Nationen wurde das Recht auf Religionsfreiheit gesetzlich verankert, aber nicht unbedingt im Alltagsleben verwirklicht. In zahlreichen Ländern besteht noch kein Recht auf freie Wahl der Religion, so z. B. Saudi-Arabien und Nordkorea oder in denen der Handlungsspielraum religiöser Individuen und Gruppen eingeschränkt ist. Demgegenüber gewähren die USA praktisch jeder Gemeinschaft, die sich selbst als religiös bezeichnet, den Status einer religious community mit entsprechenden Rechten.
Seit der zunehmenden Anerkennung indigener Völker kommt es zum Teil zu einer Revitalisierung ethnischer Religionen (etwa bei den Tuwinern in China und Russland, bei vielen Indianern Nordamerikas oder bei den Samen Skandinaviens). Aufgrund des vielfach bereits verlorenen Wissens, langjähriger Einflüsse anderer Religionen oder der Bezugnahme auf (zum Teil falsche) Interpretationen westlicher Autoren aus Wissenschaft und Esoterik kann man diese Religionsformen selten mit den traditionellen Vorläufern gleichsetzen.

## Religionen in Zahlen

Die Welt: vorherrschende Religionen nach Staaten

Die Quellenlage für präzise Aussagen über die Religionszugehörigkeit weltweit ist äußerst fraglich. Nicht nur die Forschungsmethoden unterscheiden sich erheblich, vor allem ist die Ausgangssituation in den Staaten sehr unterschiedlich. Lediglich über Staaten, in denen Religionsfreiheit besteht, sind recht exakte Aussagen möglich. Aber auch dort gibt es eine hohe Varianz, schon hinsichtlich der Datenerhebung. Unterschiedliche Ergebnisse sind beispielsweise zu erwarten, je nachdem ob Aussagen auf behördlich erfasster Zugehörigkeit zu einer Religionsgemeinschaft oder auf Befragungen beruhen. Regimes, die keine Religionsfreiheit gewährleisten oder Staaten, die sich offiziell als atheistisch betrachten, machen ein realistisches Bild fast unmöglich. Zudem sind auch die Weltreligionen sehr heterogen. So unterscheidet sich beispielsweise das Christentum in afrikanischen Ländern von dem in Skandinavien in vielen Merkmalen. Zum Judentum werden zumeist auch nichtreligiöse Juden gerechnet, zum Christentum in Deutschland alle Kirchensteuerzahler, auch wenn sie nicht gläubig sind, zum Islam alle Bürger Saudi-Arabiens. Unschärfen entstehen u. a. auch, weil Kinder und Jugendliche der Religion ihrer Eltern zugerechnet werden, jedoch sich selbst nicht unbedingt dieser Religion angehörig fühlen. Für einzelne Staaten mit ausgewiesenen statistischen Systemen lassen sich genauere Angaben machen, die aber nicht ohne Weiteres miteinander vergleichbar sind.
| Religion/Weltanschauung                                                                                                  | Angehörige in Mio. gemäß adherents.com, ca. 2006 | Angehörige in Mio. gemäß Britannica Online, ca. 2006 |
| --- | ------------------------------------------------ | ---------------------------------------------------- |
| Christentum | 2100                                             | 2200                                                 |
| Islam | 1500                                             | 1387                                                 |
| Säkulare, Nichtreligiöse                                                                                                 | 1100                                             | 776                                                  |
| Hinduismus | 900                                              | 876                                                  |
| Traditionelle chinesische Religionen                                                                                     | 394                                              | 386                                                  |
| Buddhismus | 376                                              | 386                                                  |
| Ethnische Religionen |                                                  | (266)                                                |
| Nichtafrikanische ethnische Religionen                                                                                   | 300                                              |                                                      |
| Traditionelle afrikanische Religionen                                                                                    | 100                                              |                                                      |
| Neue Religiöse Bewegung                                                                                                  |                                                  | 107                                                  |
| Sikhismus | 23                                               | 23                                                   |
| Spiritismus | 15                                               | 14                                                   |
| Judentum | 14                                               | 15                                                   |
| Bahaitum | 7                                                | 8                                                    |
| Konfuzianismus |                                                  | 6                                                    |
| Jainismus | 4                                                | 5                                                    |
| Shintō | 4                                                | 3                                                    |
| Caodaismus | 4                                                |                                                      |
| Zoroastrismus | 2,6                                              | 0,2                                                  |
| Tenrikyō | 2                                                |                                                      |
| Neopaganismus | 1                                                |                                                      |
| Universalismus / Unitarismus (es gibt sowohl christliche als inzwischen auch nicht-christliche Universalisten/Unitarier) | 0,8                                              |                                                      |
| Rastafari | 0,6                                              |                                                      |
| Andere Religionen |                                                  | 1,2                                                  |

„Ich glaube, dass es einen Gott gibt.“ (ein Eurobarometer von 2005)

Zur Verteilung in Deutschland, Österreich und der Schweiz siehe auch Religionen in Deutschland, Anerkannte Religionen in Österreich und Religionen in der Schweiz
| Religion                   | Angehörige Deutschland in Mio. (2014) |
| -------------------------- | ------------------------------------- |
| Nichtreligiöse             | 26 (32 %)                             |
| Römisch-Katholische Kirche | 24,2 (30 %)                           |
| Evangelische Landeskirchen | 23,4 (29 %)                           |
| Islam                      | 4 (5 %)                               |
| Orthodoxe Kirche           | 1,5 (1,9 %)                           |
| Neuapostolische Kirche     | 0,35                                  |
| Buddhismus                 | 0,3                                   |
| Judentum                   | 0,2                                   |
| Jehovas Zeugen             | 0,17                                  |
| Hinduismus                 | 0,1                                   |

Laut einer repräsentativen Umfrage des Eurobarometers glaubten im Jahr 2005 52 % der Menschen in der damaligen Europäischen Union an Gott, weitere 27 % glaubten etwas vager an eine spirituelle Kraft bzw. höhere Macht. 18 % Prozent der Befragten glaubten weder an einen Gott noch an eine andere spirituelle Kraft, 3 % der Unionsbürger waren unentschlossen.
Nach der 15. Shell-Jugendstudie glaubten im Jahre Jahr 2006 rund 30 % der befragten Deutschen zwischen 12 und 24 Jahren an einen persönlichen Gott, weitere 19 % an eine höhere Macht, während 23 % eher agnostische Angaben machten und 28 % weder an einen Gott noch eine höhere Macht glaubten.

## Wissenschaftliche Ansätze zur Definition und Beschreibung von Religion
Bereits beim Versuch, einen wissenschaftlichen Zugang zum Begriff „Religion“ zu finden, sehen sich die Wissenschaften vor Schwierigkeiten gestellt: Wie kann man eine alle Religionen umfassende, über-historische Definition von Religion finden, mit der sich wissenschaftlich arbeiten lässt? Oft sind die Definitionen zu eng, so dass wichtige religiöse Strömungen nicht erfasst werden; oder aber der Begriff „Religion“ verliert an Präzision und wird zu beliebig, als dass sich vergleichbare Untersuchungen noch erlauben würden. Die wissenschaftliche Untersuchung eines Objektes erfordert aber dessen Definition einschließlich klarer Abgrenzungen.
Dennoch ist Religion „eine soziale Realität, ein spezifischer Kommunikationsprozess, der Wirklichkeiten schafft und durch soziale Handlungen selbst reale Gestalt gewinnt“ und daher auch Gegenstand wissenschaftlicher Neugierde. Die im Folgenden dargestellten Konzepte sollten immer vor dem Hintergrund der Schwierigkeiten in der Begriffsfindung wahrgenommen werden, die im Kontrast zur wissenschaftlichen Notwendigkeit stehen, sich mit dem realen Phänomen „Religion“ zu beschäftigen.

### Philosophische und psychologische Ansätze
Der Vordenker der Aufklärung Jean-Jacques Rousseau kritisierte in seinem 1762 in Paris erschienenen einflussreichen Werk „Vom Gesellschaftsvertrag oder Prinzipien des Staatsrechtes“ die Religion als Quelle von Krieg und Machtmissbrauch, konstatierte aber religiöse Gefühle der Menschen. Er entwickelte das Modell einer Zivilreligion, die den politischen Erfordernissen einer „freien“ aufgeklärten Gesellschaft gerecht werde. Dazu gehörte die Anerkennung der Existenz Gottes, eines Lebens nach dem Tod, die Vergeltung von Gerechtigkeit und Ungerechtigkeit, die Unantastbarkeit (Heiligkeit) des Gesellschaftsvertrages und der Gesetze und schließlich die Toleranz.
Diese neue, für alle Bürger gleichermaßen gültige Zivilreligion sollte zur Stabilität der Gemeinschaft beitragen.
Sein ebenfalls aufgeklärter Gegenspieler Voltaire, welcher die Dogmen und die Machtfülle der katholischen Kirche noch schärfer ablehnte, setzte sich für einen vernunftgeleiteten, toleranten Deismus unabhängig von den bis dahin existierenden Religionen ein und betonte die moralische Nützlichkeit des Glaubens an Gott. Er war von der Gesetzmäßigkeit des Kosmos und der Existenz einer höchsten Intelligenz überzeugt, ging von der Unsterblichkeit der Seele und einem freien menschlichen Willen aus, Positionen, die er jedoch auch in jeder Hinsicht bezweifelte. Den Glauben an heilige Schriften oder an Jesus Christus als Sohn Gottes teilte er nicht.

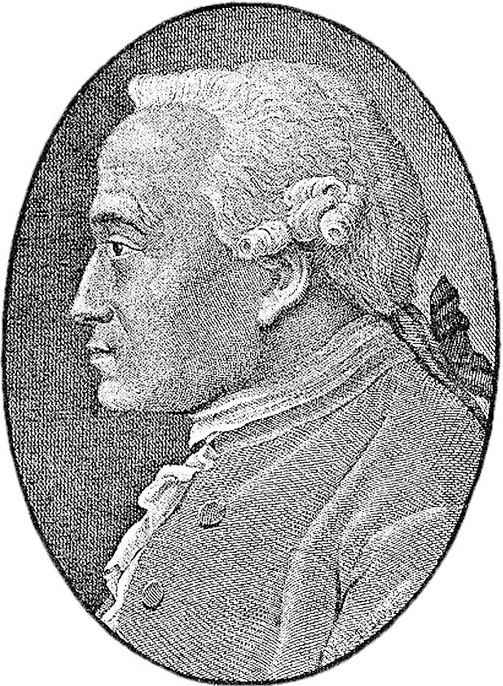
Immanuel Kant

Immanuel Kant formulierte 1793 in seiner religionsphilosophischen Schrift „Die Religion innerhalb der Grenzen der bloßen Vernunft“ seine Auffassung über eine Vernunftreligion. Er entwickelte eine philosophische Religionslehre, die das Prinzip des Bösen postuliert. Das Böse sei dem menschlichen Wesen innewohnend. Er geht von der Existenz Gottes und von der Unsterblichkeit der Seele aus. Gott lasse sich allerdings nicht beweisen.
Laut Kant verfügt allein das Christentum im Gegensatz zu anderen, seiner Auffassung nach „veralteten“ und „ritualisierten“ Religionen wie Judentum und Islam, über eine Lehre und Moral, die die Philosophie anerkennen kann. Konsequentes moralisches Handeln ist demnach unmöglich ohne den Glauben an die Freiheit, die Unsterblichkeit der Seele und Gott. Daher sei die Moral das Ursprüngliche. Die Religion indes erkläre die moralischen Pflichten als göttliche Gebote. Also folge die Religion dem bereits vorhandenen Moralgesetz. Um die eigentlichen menschlichen Pflichten zu finden, müsse man das Richtige aus den verschiedenen Religionslehren herausfiltern. Rituelle Praktiken der Religionen lehnte Kant als „Pfaffentum“ ab. Erkenntnistheoretisch nahm er eine agnostische Haltung ein.
Der Religionskritiker Ludwig Feuerbach, der Religion als Anthropologie ansah, erklärte 1841 Religion als „das erste und zwar indirekte Selbstbewusstsein des Menschen. […] der Mensch vergegenständlicht in der Religion sein eignes geheimes Wesen.“ Demnach betrachtet der religiöse Mensch alles, was er für wahr, richtig und gut hält, als selbstständige Erscheinungen außerhalb seiner selbst. Diese selbstständigen Erscheinungen kann sich der Mensch als Person in Einzahl oder Mehrzahl mit begrenztem oder unbegrenztem Wirkungsbereich vorstellen und demzufolge seine Begriffe vom Wahren, Richtigen und Guten als Bereichsgötter oder einzigen Gott benennen oder ohne Personifikation als Kräfte, Mächte, Wirkungen, gesetzmäßige Abläufe oder ähnlich bestimmen. Wie er das tut, richtet sich nach regionaler Entwicklung und Überlieferung. Folgerichtig betrachtet Feuerbach Religion nicht mehr als weltdeutendes, menschenverpflichtendes System, sondern als völkerkundliches Forschungsgebiet.
Karl Marx nannte 1844 im Anschluss an Feuerbach in seiner Einleitung zur Kritik der Hegelschen Rechtsphilosophie Religion „das Opium des Volkes“, ein Ausspruch, der zum geflügelten Wort wurde. Ein für Marx zentraler Gedanke ist, dass die Geschöpfe ihre Schöpfer beherrschen: „Wie der Mensch in der Religion vom Machwerk seines eigenen Kopfes, so wird er in der kapitalistischen Produktion vom Machwerk seiner eigenen Hand beherrscht.“
Aus Feuerbachs Forderung an den Menschen, die „Illusion über seinen Zustand aufzugeben“ zog Marx die Konsequenz, „einen Zustand aufzugeben, der der Illusionen bedarf“. Nach Marx wird Religion als ein verkehrtes Weltbewusstsein von Staat und Gesellschaft produziert, weil in bisherigen Gesellschaftsordnungen der Mensch von sich selbst entfremdet war. „Die Aufhebung der Religion als des illusorischen Glücks des Volkes“ war für ihn daher „die Forderung seines wirklichen Glücks“.
Von Friedrich Nietzsche stammt der als Gedanke der Moderne vielzitierte Ausspruch „Gott ist tot!“ Weniger bekannt ist seine Fortsetzung: „Gott bleibt tot! Und wir haben ihn getötet! Wie trösten wir uns, die Mörder aller Mörder?“ Der Philosoph zählte die wachsende Bedeutung der Naturwissenschaften und der Geschichtswissenschaft zusammen mit der radikalen Religionskritik zu den Ursachen für den Verfall der (christlichen) Moral.
In der Tradition Feuerbachs und Nietzsches stehend, stellte der Begründer der Psychoanalyse Sigmund Freud Religion als Zwangsneurose und infantiles Abwehrverhalten dar. Der Urmensch habe Naturkräfte personalisiert und zu Schutzmächten erhoben, damit sie ihn in seiner Hilflosigkeit stützen. Das zugrunde liegende Verhaltensmuster knüpfe an frühkindliche Erfahrungen des schützenden, aber auch strafenden Vaters an. Daraus resultiere ein zwiespältiges Verhältnis zum Vater, das im Erwachsenenalter zum „Glauben“ führe. Der Mensch fürchte die Gottheiten und suche zugleich ihren Schutz. Auf die Evolutionstheorie Charles Darwins Bezug nehmend sah Freud die „Urhorde“ mit einem despotischen „Stammesvater“ als Anführer, der über alle Frauen des Stammes verfügen konnte. Seine Söhne verehrten ihn, fürchteten ihn aber auch. Aus Eifersucht brachten sie gemeinsam den Urvater um. Daraus sei der „Ödipuskomplex“ entstanden. Das Schuldbewusstsein der gesamten Menschheit (Vorstellung von der „Erbsünde“) sei somit der kulturbewahrende Anfang sozialer Organisation, der Religion sowie – damit zusammenhängend – sexueller Einschränkung.
Die argentinische Religionspsychologin Ana-Maria Rizzuto nimmt dagegen an, dass die Gottesvorstellung ein notwendiger Teil der Ichbildung ist. Demnach entwickeln Kinder aus der breiten Fülle von Fantasien zu Helden und magischen Wesen ihr jeweiliges Gottesbild – im Rahmen des Bezugsystems ihrer Eltern und der Umwelt.
Erich Fromm prägte eine weite, sozialpsychologische Definition. Als Religion verstand er jedes von einer Gruppe geteilte System des Denkens und Handelns, das dem Einzelnen einen Rahmen der Orientierung und ein Objekt der Hingabe bietet.
Der zeitgenössische postmoderne deutsche Philosoph Peter Sloterdijk schreibt der Religion die Wirkung eines psychosemantischen Immunsystems zu. Im Zuge der kulturellen Entwicklung sei der Mensch offener, aber auch verletzbarer geworden. Religion befähige den Menschen, „Verletzungen, Invasionen und Kränkungen“ selbst zu heilen. Er bezeichnet nicht Gott, sondern „das Wissen um Heilung als Realität, von der biologischen bis zu einer spirituellen Stufe“ als die Perle in der Muschel der Theologie.
Jürgen Habermas, der prominenteste Vertreter der Kritischen Theorie in der Gegenwart, betont seit Ende der 1990er Jahre den positiven Einfluss der (christlichen) Religion auf demokratische Wertsysteme, während Theodor W. Adorno in Marxscher Tradition die Religion als „gesellschaftliche Projektion“ begreift und die Durkheimsche Religionssoziologie pointiert in der Aussage zusammenfasst, dass „in der Religion die Gesellschaft sich selbst anbete“.

### Religionsgeschichtliche Theorien
Die vorrangige Fragestellung der Religionsgeschichte lautet: „Unterliegt die Religionsentwicklung einer direkten soziokulturellen Evolution oder ist sie nur ein Nebenprodukt anderer kognitiver Entwicklungen?“ Ein evolutionärer Prozess setzt selektive Faktoren voraus, so dass die Frage nur beantwortet werden kann, wenn zweifelsfreie Faktoren gläubigen Menschen Überlebensvorteile verschaffen.
In der frühen wissenschaftlichen Behandlung von Religion herrschten evolutionistische Entwürfe vor, in denen einzelne Ereignisse als bloße Etappen vergleichsweise einfacher, globaler, quasi naturgesetzlicher Entwicklungen gesehen wurden, etwa bei James Frazer als Entwicklung von der Magie über die Religion zur Wissenschaft. Diese teleologischen Positionen krankten oft an unzureichenden empirischen Grundlagen, enthielten meist explizite oder implizite Wertungen und waren vielfach auf den Einzelfall konkreter religionsgeschichtlicher Ereignisse nicht anwendbar.
In der modernen Religionswissenschaft spielen sie nur noch als Materiallieferanten und als Teil der Fachgeschichte eine Rolle.
In einer geschichtsphilosophischen Betrachtung machte Karl Jaspers eine von ihm sogenannte Achsenzeit zwischen 800 und 200 v. Chr. aus, in der wesentliche geistesgeschichtliche Innovationen die Philosophie- und Religionsgeschichte Chinas, Indiens, des Iran und in Griechenland prägten. Jaspers deutete diese als Epoche der „Vergeistigung“ des Menschen, die sich in Philosophie und Religion, sekundär auch in Recht und Technologie ausgewirkt habe.
Mit dieser pluralistischen Interpretation wandte Jaspers sich gegen eine christlich motivierte Konzeption einer Universalgeschichte. Im Gegensatz zu Offenbarungsreligionen, die er ablehnte, konzipierte er in seinem religionsphilosophischen Werk Der philosophische Glaube angesichts der Offenbarung eine philosophische Annäherung an eine Transzendenz angesichts menschlicher Allmachtsvorstellungen.
Die religiös-spirituellen Vorstellungen schriftloser Kulturen, häufig als „Naturreligionen“, wissenschaftlich korrekter als ethnische Religionen oder (veraltet) als Animismus bezeichnet, wurden aufgrund ihrer angeblichen „Primitivität“ lange für die ältesten Formen von Religion gehalten. Auch sie unterliegen einem historischen Wandel und werden daher heute von einigen Autoren nicht mehr im Sinne unveränderter Traditionen verstanden. Aufgrund der nicht vorhandenen Dogmen und ihrer großen Anpassungsfähigkeit an veränderte Bedingungen sind sie ganz im Gegenteil sämtlich jünger als die bekannten Hochreligionen. Dennoch halten etliche Prähistoriker (etwa Marcel Otte) an der Vorstellung fest, die Religionen der Vorzeit ließen sich aus Vergleichen mit heutigen „primitiven Religionen“ rekonstruieren. Ausgeblendet wird dabei, dass auch diese Glaubenssysteme einen Anfang gehabt haben müssen, der einfacher gedacht werden muss als die komplexen Weltbilder heutiger Indigener.
Allgemein wird heute eine direkte Evolution der Religionen in engem Bezug mit dem Wandel der Sozialstrukturen postuliert, weil sie offenbar gewisse Aspekte des Zusammenlebens positiv beeinflusst. Allerdings ist man sich über die konkreten Selektionsvorteile nach wie vor uneinig. Weder die Förderung altruistischen Verhaltens noch ein konkreter Einfluss auf die Reproduktionsrate ist zweifelsfrei belegt. Überdies kritisiert die Religionswissenschaftlerin Ina Wunn, dass viele Modelle eine Höherentwicklung voraussetzen, was ethnische oder polytheistische Religionen degradiere. Damit würden Repressalien bestimmter Staaten gegen religiöse Minderheiten als Fortschritt umgedeutet.
In neuerer Zeit tritt die Religionsgeschichte als Universalgeschichte gegenüber dem Studium der Geschichte einzelner Religionen oder Kulturräume zurück. Jedoch finden religionsgeschichtliche Theoriekonzepte wie Säkularisierung und Pluralisierung wieder verstärkt Beachtung.

### Religionssoziologische Ansätze
Religionssoziologische Gedankengänge finden sich bereits in der griechischen Antike, zumal bei Xenophanes (Wenn die Pferde Götter hätten, sähen sie wie Pferde aus.).
Nach Ferdinand Tönnies (1887), einem der Mitbegründer der Soziologie, ist die Religion in der „Gemeinschaft“ das Äquivalent zur „öffentlichen Meinung“ in der „Gesellschaft“. Diese Abgrenzung versteht Tönnies als normaltypisch. Religion und öffentliche Meinung sind die jeweilige mentale Ausbildung von Gemeinschaft bzw. Gesellschaft (neben der politischen und der wirtschaftlichen). Da sich die Menschen in der Gemeinschaft als „Mittel zum Zweck übergeordneter Kollektive“ verstehen, sind sie zu großen Opfern zugunsten einer angenommenen höheren Instanz fähig – anders als „gesellschaftlich“ verbundene Menschen, die alle Kollektive als Mittel für ihre je individuellen Zwecke ansehen, und die jeweilige Gesellschaft utilitaristisch unterstützen oder bekämpfen. Religion und öffentliche Meinung haben, so Tönnies, starke Gemeinsamkeiten, etwa heftige Unduldsamkeit gegen Abweichler.
Laut Émile Durkheim (1912), einem anderen Mitbegründer der Soziologie, trägt Religion zur Festigung sozialer Strukturen, aber auch zur Stabilisierung des Einzelnen bei. Sein Religionsbegriff ist somit ein funktionalistischer. Demnach sei die Religion ein solidarisches System, das sich auf Überzeugungen und Praktiken bezieht, die als heilig erachtete Dinge umfassen und in einer moralischen Gemeinschaft, wie beispielsweise der Kirche, Mitglieder verbindet. Daraus ergeben sich drei Aspekte von Religion, die Glaubensüberzeugungen (Mythen), die Praktiken (Riten) und die Gemeinschaft, auf die diese Überzeugungen und Praktiken bezogen sind. Durkheim bezeichnet unter anderen Faktoren den Glauben als ein Element der Macht, die die Gesellschaft über ihre Mitglieder ausübt. Bemerkenswert an seinem Religionsbegriff ist die Unterscheidung zwischen dem Sakralen und dem Profanen, die damit Religion ohne Bezug auf Gott, Götter oder übernatürliche Wesenheiten (Gottheiten) definiert. Die Definition wird auch außerhalb der Soziologie verwendet. Sie liegt auch dem Begriff „säkulare Religion“ (bei Max Weber: „Diesseitigkeitsreligion“) zugrunde, mit dem Weltanschauungen bezeichnet werden, die diesseitige Phänomene wie z. B. den Staat, eine Partei oder einen politischen Führer zum Gegenstand einer religionsähnlichen Verehrung machen.

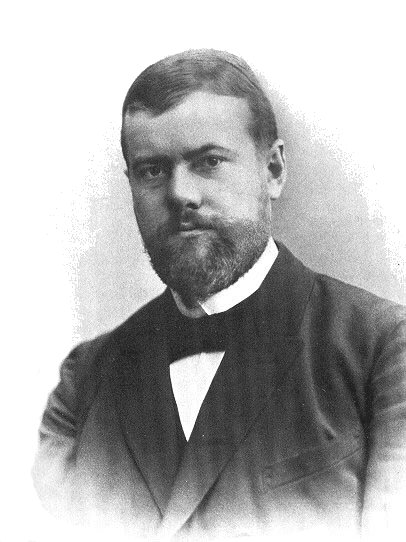
Max Weber

Max Weber, der sich am Anfang des 20. Jahrhunderts ausführlich mit dem Phänomen „Religion“ aus soziologischer Sicht befasste, unterschied Religion von Magie. Unter „Religion“ verstand er ein dauerhaftes, ethisch fundiertes System mit hauptamtlichen Funktionären, die eine festgeschriebene Lehre vertreten, einer organisierten Gemeinschaft vorstehen und gesellschaftlichen Einfluss anstreben. „Magie“ wirke dagegen eher kurzfristig durch einzelne Magier oder Zauberer, die als charismatische Persönlichkeiten vermeintlich Naturgewalten bezwingen und eigene moralische Vorstellungen entwickeln. Die Abgrenzung versteht Weber als idealtypisch. Reinformen sind selten, Überschneidungen und Übergänge werden konstatiert. Weber erarbeitete umfangreiche theoretische Abhandlungen über Religionen, insbesondere über die protestantische Ethik und führte empirische Studien zu der unterschiedlichen wirtschaftlichen Entwicklung in protestantischen und katholischen Ländern durch.
In der zweiten Hälfte des 20. Jahrhunderts unterscheidet Niklas Luhmann in seiner Systemtheorie  „System“ und „Umwelt“. Die Umwelt biete Möglichkeiten, die vom System durch Ausgrenzung und Auswahl genutzt werden können. Diese Selektion beschränkt die Umwelt in ihrer Komplexität. Da jedoch System wie Umwelt nach wie vor von hoher Komplexität geprägt sind, sind Vereinfachungen notwendig, die der Orientierung dienen. Als ein soziales Funktionssystem moderner Gesellschaften unter anderen komme der Religion solch eine orientierende Funktion zu. Sie begrenzt ein Übermaß an Möglichkeiten und verhindert die beliebige Veränderung der Auswahl.
Die Theorie der rationalen Entscheidung der Religionen entstand in den 1980er Jahren. Als Hauptvertreter gelten Rodney Stark, Laurence R. Iannaccone und Roger Finke. Diese Theorie besagt, dass Akteure ihre Handlungen nutzenorientiert wählen. Annahmen dieser Theorie sind:
Der Akteur handelt rational durch Abwägen von Kosten und Nutzen; es gibt stabile Präferenzen, die sich weder von Akteur zu Akteur noch zeitlich stark unterscheiden; soziale Ereignisse sind Ergebnisse von sozialen Interaktionen zwischen den Akteuren. Der Akteur als Gläubiger wie auch religiöse Organisationen handeln demnach nutzenmaximierend. Sie spezialisieren ihr Angebot von religiösen Gütern, um möglichst viele Gläubige anzuziehen. Diese Theorie wird von verschiedenen Religionssoziologen kritisiert, da sie zentrale Begriffe der Theorie unklar lasse („Kosten“, „Nutzen“). Auch sei strittig, ob kostentheoretisch ausgefeilte Begriffe aus der Betriebswirtschaftslehre auf religiöses Handeln übertragbar sind.

### Religionswissenschaftliche Ansätze
Die Religionswissenschaft, die eine Vielzahl von Disziplinen wie Religionssoziologie, Religionsphilosophie, Religionsphilologie, Religionsgeschichte u. a. umfasst, untersucht auf empirischer und theoretischer Grundlage Religionen als gesellschaftliche Phänomene. Religionswissenschaftliche Theorien müssen unabhängig von Glaubensannahmen nachvollziehbar und falsifizierbar sein. Seit etwa 100 Jahren als eigenständige Disziplin etabliert, geht sie auf Vorläufer innerhalb Europas wie auch darüber hinaus (religionsvergleichende Studien in China und der islamischen Welt) zurück. In Abgrenzung zur Theologie gehört zur Religionswissenschaft einerseits die Möglichkeit des Dialoges, aber auch die Option der Religionskritik.
Nach Clifford Geertz (1973) ist Religion ein kulturell-geschaffenes Symbolsystem, das versucht, dauerhafte Stimmungen und Motivationen im Menschen zu schaffen, indem es eine allgemeine Seinsordnung formuliert. Diese geschaffenen Ideen werden mit einer überzeugenden Wirkung („Aura von Faktizität“) umgeben, damit diese Stimmungen und Motivationen real wirken. Solche „heiligen“ Symbolsysteme haben die Funktion, das Ethos als moralisches Selbstbewusstsein einer Kultur – mit dem Bild, das diese Kultur von der Realität hat, mit ihren Ordnungsvorstellungen zu verbinden. Die Vorstellung von der Welt wird Abbild tatsächlicher Gegebenheiten einer Lebensform. Die religiösen Symbolsysteme bewirken eine Übereinstimmung zwischen einem bestimmten Lebensstil und einer bestimmten Metaphysik, die einander stützen. Religion stimme demnach menschliche Handlungen auf eine vorgestellte kosmische Ordnung ab. Ethische und ästhetische Präferenzen der Kultur werden dadurch objektiviert. Sie erscheinen als Notwendigkeit, als Folge einer bestimmten Struktur der Welt. Die Glaubensvorstellungen der Religionen bleiben demnach nicht auf ihre metaphysischen Bezüge beschränkt, sie erzeugen Systeme allgemeiner Ideen, mit denen intellektuelle, emotionale oder moralische Erfahrungen sinnvoll ausgedrückt werden können. Da somit eine Übertragbarkeit von Symbolsystem und Kulturprozess vorliegt, bieten Religionen nicht nur Welterklärungsmodelle, sie gestalten auch soziale und psychologische Prozesse.
Durch die unterschiedlichen Religionen wird eine Vielfalt unterschiedlicher Stimmungen und Motivationen erzeugt, so dass es nicht möglich ist, die Bedeutsamkeit von Religion in ethischer oder funktionaler Hinsicht festzulegen.
Nach Rüdiger Vaas bieten Religionen die „ultimative Bezogenheit“: das Gefühl der Verbundenheit, Abhängigkeit, Verpflichtung sowie den Glauben an Sinngebung und Bestimmung.
Jacques Waardenburg definiert Religion als ‚Glauben‘ als Produkt westlicher Tradition. Der Begriff umfasse daher keine Vorstellungen anderer Kulturen und sei zur Beschreibung von Religionen eher ungeeignet. Religionen sind demnach Bedeutungsgefüge mit darunterliegenden Grundintentionen für Menschen.
Ein in der Religionswissenschaft gängiger Umgang mit dem Religionsbegriff ist, Religion als „Offenes Konzept“ zu betrachten, also auf eine Definition des Religionsbegriffes zu verzichten. Diese Auffassung wurde besonders vom Bremer Religionswissenschaftler Hans G. Kippenberg vertreten.
Ein kulturwissenschaftlicher Ansatz stammt von Michael Bergunder. Bergunder betrachtet den historischen Begriffswandel und stellt fest, dass Religion lange Zeit eurozentrisch belegt war. Das „konsensfähige Alltagsverständnis“, auf das sich die Religionswissenschaft bezieht, müsse hingegen heute auf einem globalen Religionsbegriff beruhen.
Andere Religionswissenschaftler entwickelten das Modell der verschiedenen „Dimensionen“ von Religion. Rodney Stark und Charles Glock unterscheiden die ideologische, die ritualisierte, die intellektuelle Dimension sowie die Dimension der Erfahrung und die handlungspraktische Dimension. Angelehnt daran entwarf der irisch-britische Religionswissenschaftler Ninian Smart ein Modell einer siebendimensionalen Religion: 1. die praktische und rituelle, 2. die erfahrungsmäßige und emotionale, 3. die narrative oder mythische, 4. die doktrinale und philosophische, 5. die ethische und rechtliche, 6. die soziale und institutionale und 7. die materielle Dimension (z. B. sakrale Bauwerke).
In jüngster Zeit entwickelt sich ein Dialog zwischen einigen Hirnforschern und Religionswissenschaftlern sowie Theologen, der mitunter als Neurotheologie bezeichnet wird und sich zunehmend auch mit der Suche von Biologen nach einer schlüssigen Theorie zur Evolution der Religionen verschränkt.

### Naturwissenschaftliche Ansätze
Verschiedene Hirnforscher suchen seit 1970 nach neurologischen Erklärungen für verschiedene Typen religiöser Erfahrungen. Entsprechende Studien wurden etwa publiziert von David M. Wulff, Eugene d’Aquili, C. Daniel Batson, Patricia Schoenrade, J. L. Saver und J. Rabin, W. Larry Ventis, Michael A. Persinger, K. Dewhurst, A. W. Beard, James J. Austin und Andrew Newberg.
Evolutionsforscher wie der Biologe Richard Dawkins und die Psychologin Susan Blackmore stellten die Theorie der Meme auf um das Phänomen Religion zu erfassen. Dawkins bezeichnet 1991 eine Religion als Gruppe von Ideen und Denkmustern, die sich gegenseitig bestärken und gemeinsam auf ihre Verbreitung hinwirken (Memplex). Ausgangspunkt war die Beobachtung, dass durch Religionen Handlungen und Überzeugungen weit verbreitet werden können, die außerhalb ihres religiösen Kontexts sinnlos scheinen oder im Gegensatz zur objektiven Realität stehen. Voraussetzung zur Verbreitung religiöser Ideen sei die Bereitschaft zur wörtlichen Weitergabe von Glaubenssätzen und zur Befolgung der darin codierten Anweisungen. Er vergleicht dies mit Mechanismen, durch die Viren einen befallenen Organismus zur Weiterverbreitung ihres eigenen Erbguts anregen. In Analogie zu Computerviren spricht er auch von „Viren des Geistes“.
Einig sind sich viele Evolutionsbiologen darin, dass sich die Religion im Laufe der Evolution als vorteilhaft für die Gemeinschaftsbildung erwies. Gemeinschaftlich errichtete Steinkreisanlagen wie die von Göbekli Tepe, die dem Totenkult gediebt haben mögen und deren Blöcke bis zu 20 Tonnen wiegen, gehen bis auf das 10. Jahrtausend v. Chr. zurück, d. h. auf die vorneolithische Epoche. Religion war also kein „Luxusprodukt des sesshaften Menschen“ sondern motivierte zu gemeinsamen Handeln und war damit eher eine Voraussetzung der Sesshaftigkeit.
Einige Autoren ziehen aus den in vielen Kulturen beobachteten Vorstellungen von übernatürlichen Akteuren empirische Rückschlüsse auf grundlegende Verarbeitungsprozesse im menschlichen Gehirn. Nach einer aus völkerkundlichen Studien abgeleiteten Hypothese postuliert z. B. Pascal Boyer, dass das Gehirn Sinneseindrücke mit Hilfe verschiedener Module verarbeite. Eines dieser Module sei darauf spezialisiert, aus Veränderungen in der Umwelt auf die Anwesenheit von Lebewesen zu schließen. Ein solches „Lebewesenerkennungsmodul“ sollte überempfindlich arbeiten, da es dem Überleben meist dienlicher sei, z. B. einen Windhauch irrtümlich als Raubtier zu interpretieren, als ein tatsächlich vorhandenes zu übersehen. Dadurch könnten im Gehirn aus unklaren Wahrnehmungen leicht Vorstellungen von übernatürlich erscheinenden Akteuren, wie etwa Geistern oder Göttern, entstehen.
Auch die Forschungen zur Willensfreiheit bzw. die Annahme einer absoluten Determination des menschlichen Geistes haben Einfluss auf die Erklärungsversuche hinsichtlich religiöser Vorstellungen und Praktiken.
Speziell die Religionspsychologie untersucht, ob allgemein eine Korrelation zwischen Religion und Gesundheit bzw. Lebensdauer eines Individuums besteht. Forschungen in den USA belegen mehrheitlich diese These, europäische Studien stützen solche Bezüge kaum.
Die amerikanischen Studien von Newberg und d’Aquili belegen etwa, dass religiöse Menschen gesünder und glücklicher seien, länger lebten und sich schneller von Krankheiten und Operationen erholen würden. Als mögliche Ursache geben sie die sicherheitsstiftende und damit stressmindernde Wirkung der Religion, sowie das Zurechtfinden in einer verängstigenden Welt an. B. Clark und R. Lelkes führen zudem eine größere Lebenszufriedenheit an, die durch geringer Aggressionsneigung und höherer Sozialkompetenz entstünde.

## Phänomene und religionsspezifische Begrifflichkeit
Verschiedene Kriterien und Begriffe zur Beschreibung religiöser Phänomene liegen vor. Viele davon sind selbst Produkte religiöser Sichtweisen und damit für das Beschreiben religiöser Phänomene auf wissenschaftlicher Grundlage von umstrittenem Wert. So beschreibt beispielsweise „Synkretismus“ die Vermischung religiöser Ideen, bezeichnet jedoch ursprünglich auch das Übersehen logischer Widersprüche und ist als Kampfbegriff verwendet worden. Dennoch gelten sie (vor allem in der Religionsphänomenologie) als zu vergleichenden Zwecken wertvoll.

### Natürliche Religion
Auf die Philosophen der griechischen Antike Platon und Aristoteles gehen Vorstellungen im Zeitalter der Aufklärung über Natürliche Religion (bzw. Natürliche Theologie) zurück, die als Ursprung der geschichtlichen, mit Fehlern behafteten, Religionen gesehen wurde. Dagegen vermutete u. a. Friedrich Schleiermacher darin Abstraktionen früherer Religionen. Diese Auffassung setzte sich in der modernen Religionswissenschaft durch.

### Religion und Glaube
Besonders in der christlich-protestantischen Theologie wird seit dem 20. Jahrhundert nach Karl Barth oft Glaube gegen Religion abgegrenzt. Barth sah Religion als eigenmächtigen Weg des Menschen zu Gott an und betonte, eine Erkenntnis des Willens Gottes gebe es nur im Glauben an Jesus Christus. Das Hören auf das Evangelium sprenge alle menschlichen Begriffe von Gott, alle ethischen Irrwege.
Dietrich Bonhoeffer übernahm die Unterscheidung und radikalisierte sie als Frage nach einem Christentum ohne Religion, grenzte sich aber vom „Offenbarungspositivismus“ Barths ab. Gerhard Ebeling betonte ebenfalls die kritische Kraft des Glaubens gegen religiöse Festlegungen und Sicherheiten, sah aber Religion als Lebensbedingung des Glaubens an.

### Theismus und Atheismus

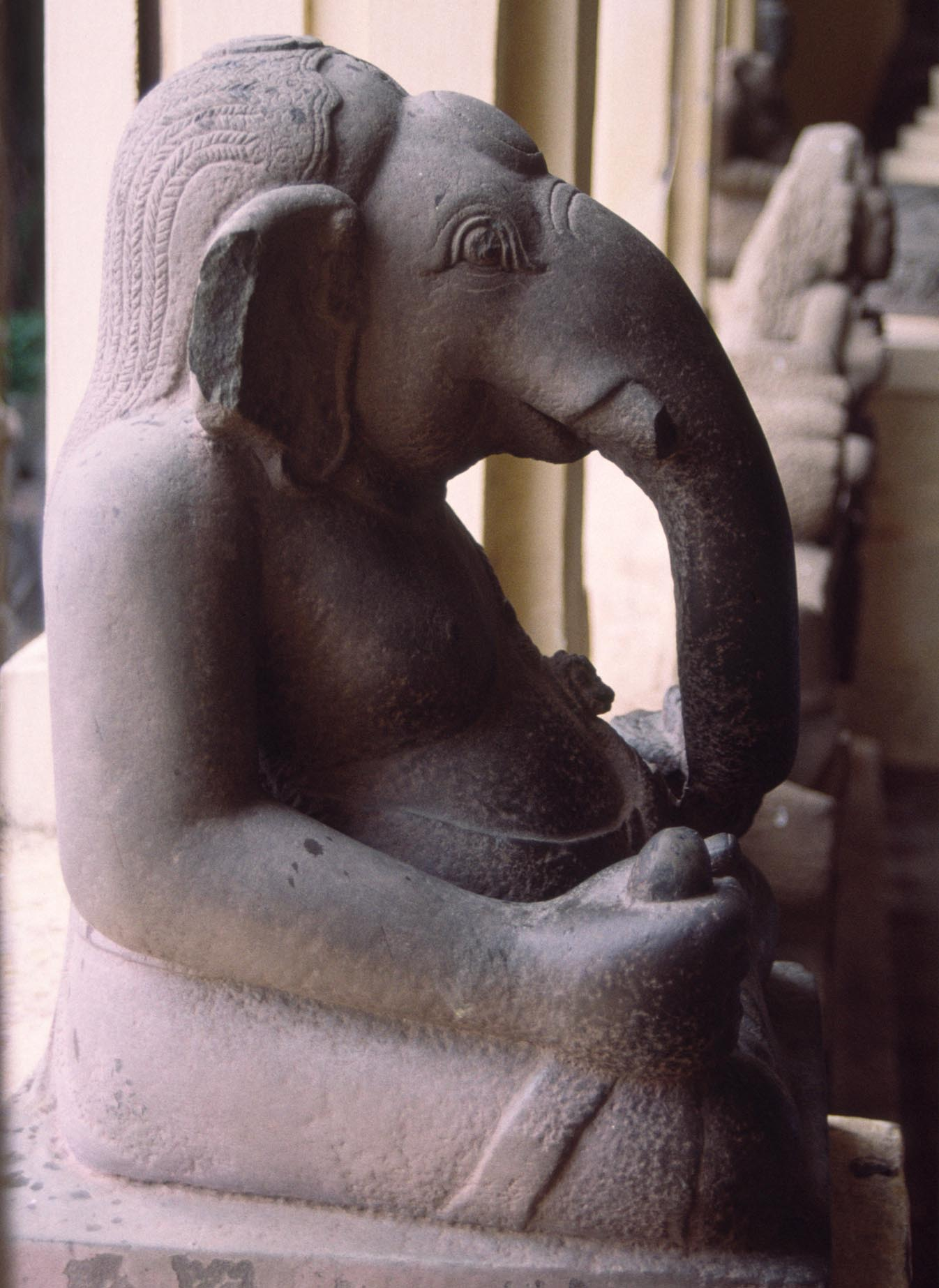
Hinduistische Darstellung des Göttlichen in seiner Form als Ganesha

Die weitgefächerten Bandbreiten des Theismus schließen den Deismus, den Polytheismus, den Pantheismus bzw. Pandeismus und den Panentheismus bzw. Panendeismus mit ein, es werden gleichzeitig Überschneidungen und Abgrenzungen zum Agnostizismus und Atheismus beschrieben.
Religionen, deren Anhänger mehrheitlich an die eigene Verpflichtung, nur einem einzigen höchsten Gott ihre Verehrung zu erweisen, glauben, werden als monotheistisch bezeichnet. Damit ist nicht zwingend eine Annahme der Nichtexistenz anderer Götter verbunden, sondern eventuell auch ein Werturteil, eine Unterscheidung zwischen dem einen wahren Gott und verschiedenen falschen Göttern (siehe auch: Schirk im Islam).
Solche, die von der Existenz mehrerer Götter ausgehen und ihnen eine Bedeutung für bzw. einen Einfluss auf ihr Leben zugestehen, werden polytheistisch genannt.
Vorstellungen, wonach das Göttliche bzw. Gott mit der Gesamtheit der Welt (dem Universum) identisch (und in der Regel nicht persönlich) ist, werden als pantheistisch bezeichnet.
Für einige Forscher, z. B. Ray Billington, gelten Religionen wie der Buddhismus, deren tradierte Vorstellungen und Riten im Kern nicht auf ein oder mehrere Götter ausgerichtet sind, in gewissem Sinn als atheistisch. Als Beispiele werden der Jainismus und der Buddhismus angeführt. Die meisten lehnen es jedoch ab, diesen Begriff auf Weltanschauungen anzuwenden, in denen die Frage nach Gott keine Rolle spielt.

### Kosmologie
Häufig vermitteln Religionen eine Vorstellung, wie die Welt entstanden ist (eine Schöpfungsgeschichte oder Kosmogonie) und ein Bild der letzten Dinge, eine Eschatologie.
Dazu gehören auch Antworten auf die Frage, was mit dem Menschen nach dem Tod geschieht. (Siehe auch: Seele.) Viele Religionen postulieren ein Dasein nach dem Tod und machen Aussagen über die Zukunft der Welt. Themen wie Reinkarnation, Nirwana, Ewigkeit, Jenseits, Himmel oder Hölle, und was mit der Welt geschehen wird (Apokalypse, Ragnarök, Reich Gottes), sind in vielen Religionen zentral.

### Religiöse Spezialisten
Die meisten Religionen kennen Personengruppen, die die Religion überliefern, lehren, ihre Rituale ausführen und zwischen Mensch und Gottheit vermitteln. Beispiele sind Seher oder Propheten, Priester, Pastoren, Prediger, Geistliche, Mönche, Nonnen, Magier, Druiden, Medizinmänner oder Schamanen. Manche Religionen sprechen einzelnen dieser Menschen übernatürliche Eigenschaften zu.
Der Status dieser Personen variiert stark. Sie können in einer formellen Organisation tätig oder unabhängig sein, bezahlt oder unentgeltlich, können auf verschiedartig legitimiert sein und verschiedensten Verhaltenskodizes unterliegen.
In einigen Religionen werden die religiösen Rituale vom Familienoberhaupt durchgeführt oder geleitet. Es gibt auch Religionen ohne spezifisch autorisierten Vermittler zwischen dem Übernatürlichen und dem Menschen.

### Spiritualität, Frömmigkeit und Rituale
Häufig pflegen Religionen und Konfessionen eine eigene Art von Spiritualität. Spiritualität – ursprünglich ein christlicher Begriff – bezeichnet das geistliche Erleben und den bewussten Bezug zum jeweiligen Glauben im Gegensatz zur Dogmatik, die die festgesetzte Lehre einer Religion darstellt. Im heutigen westlichen Sprachgebrauch wird Spiritualität häufig als seelische Suche nach Gott oder einem anderen transzendenten Bezug betrachtet, ob im Rahmen von spezifischen Religionen oder jenseits davon. Häufig synonym verwendet wird der Begriff der Frömmigkeit, der jedoch heute eher im kirchlichen Kontext verwendet wird und zudem oft eine negative Konnotation im Sinne einer übertrieben bedingungslosen Hinwendung zur Religion hat. In einigen Religionen finden sich Strömungen, deren Anhänger die Begegnung mit der Transzendenz oder dem Göttlichen in mystischen Erfahrungen finden.

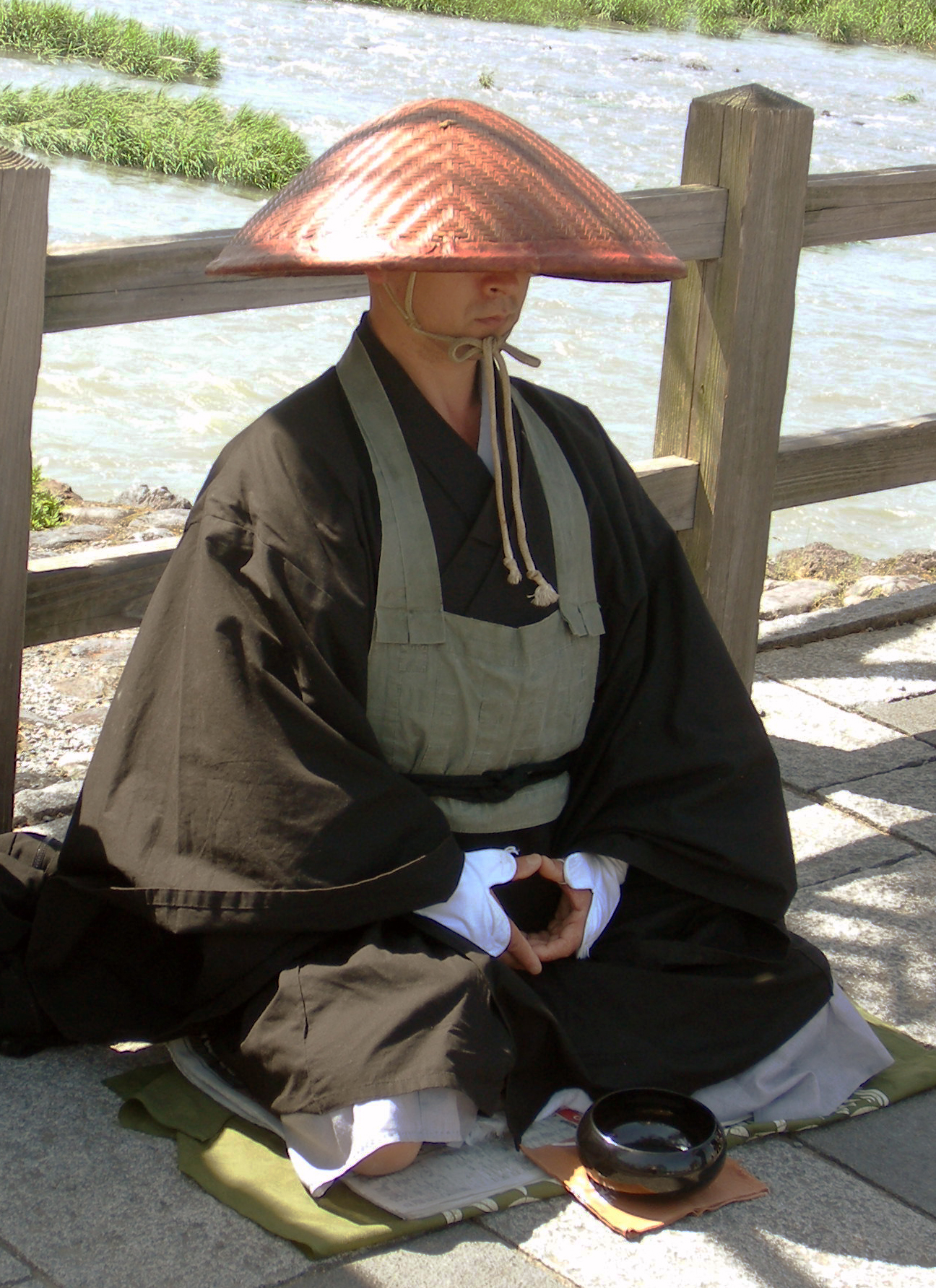
Japanischer buddhistischer Mönch

Zu den religiösen Riten im weiteren Sinne gehören unter anderem Gebet, Meditation, Taufe, Gottesdienst, religiöse Ekstase, Opfer, Liturgie, Prozessionen und Wallfahrten. Darüber hinaus zählen dazu beispielsweise auch im Alltag gelebte Frömmigkeit wie das Geben von Almosen, Barmherzigkeit oder Askese.
Auch einige atheistisch-säkulare Weltanschauungen bedienen sich religiös anmutender Rituale. Beispiele sind die aufwändig inszenierten Aufmärsche und Feiern in sozialistischen oder faschistischen Staaten wie auch die zeitweilig in ihnen praktizierten (An-)Führerkulte. Die These, dass scheinbar nichtreligiöse Systeme sich religiöser Formen bedienen, wird wissenschaftlich diskutiert (siehe auch: Politische Religion, Zivilreligion, Staatsreligion bzw. Religio Athletae).

### Schismen und Synkretismen
Vielfach ist es in der Geschichte der Religionen zu Schismen (Spaltungen) und der Bildung von Sekten gekommen.
Neue Religionen entstehen in der Regel durch die Abtrennung einer Gruppe aus einer älteren Religionsgemeinschaft.
Der Begriff Synkretismus beschreibt das Vermischen von Praktiken verschiedener Religionen. Es kann sich hierbei um den Versuch handeln, ähnliche Religionen (wieder) zu vereinen oder die Schaffung einer neuen Religion aus unterschiedlichen Vorgängern zu initiieren.

### Religion und Religiosität

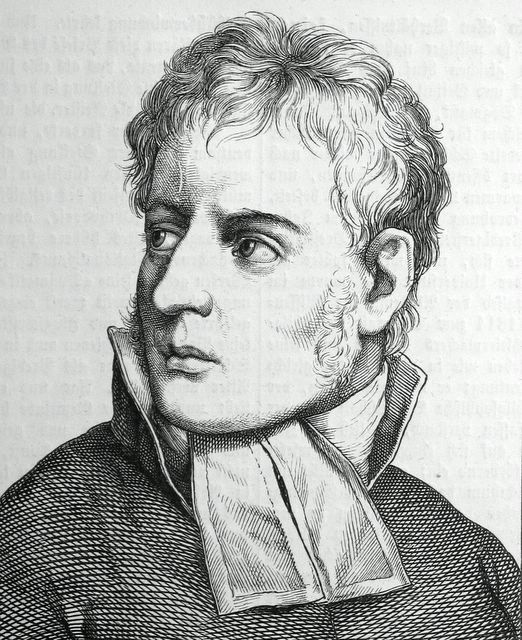
Friedrich Schleiermacher

Insbesondere im Deutschen wird zwischen „Religion(en)“ und „Religiosität“ unterschieden. Während eine Religion die religiöse Lehre (→ Dogma) und die zugehörige Institution bezeichnet, bezieht sich Religiosität auf das subjektive religiöse Leben, Empfinden (Ehrfurcht vor dem „Großen Ganzen“, transzendente Welterklärung) und Wünschen (Erleuchtung, Religionszugehörigkeit) des Einzelnen. Für Johann Gottfried Herder war Religiosität der Ausdruck für das echte religiöse Gefühl. Im christlichen Kontext wird Religiosität häufig mit Glaube gleichgesetzt.
In der deutschen Religionsgeschichte betonten vor allem die Romantik und der Pietismus die innere Haltung des Gläubigen.
Der protestantische Theologe Friedrich Schleiermacher etwa schrieb in seiner Schrift Über die Religion (1799): „Religion ist nicht Metaphysik und Moral, sondern Anschauen und Gefühl.“
Die Betonung des Gefühls ist auch für die mehr als 100 Jahre später vorgelegte Religionsauffassung des nordamerikanischen Philosophen und Psychologen William James kennzeichnend: In seinem Werk The varieties of religious experience (1902) vermeidet der Pragmatiker eine allgemeine Definition des Begriffs Religion. Nach James ist religiöse Wahrheit nichts Übergeordnetes, dem Menschen Entzogenes. Sie zeigt sich vielmehr im Erleben des religiösen Menschen und wird durch das religiöse Gefühl erfahren, das sich durch die Verbindung mit einem religiösen Objekt bildet. Aufgrund der unterschiedlichen Gefühle, die von der Gewissheit der transzendentalen Bedeutung von Wörtern und Wahrnehmungen bis hin zum mystischen Gefühl der Verbundenheit mit dem Kosmos reichen, lassen sich verschiedene Formen von Religiosität beschreiben. Das tiefe religiöse Erleben übersteige einfache Moralvorstellungen. Für James sind erkenntnistheoretische Fragen und solche der Methodik sekundär. Er stützt seine Arbeiten allein auf Beschreibungen und Systematisierung religiöser Gefühle.
James’ Werk war bedeutsam für die Entwicklung der frühen Religionswissenschaft Anfang des 20. Jahrhunderts. Während etwa Ernst Troeltsch versuchte, James’ Beschreibungen für seine Theorie nutzbar zu machen, wurde James Ansatz von Religionspsychologen wie Wilhelm Wundt und Karl Girgensohn heftig kritisiert.
Der evangelische Theologe und Religionsphilosoph Rudolf Otto nahm in seinem 1917 erschienenen Hauptwerk Das Heilige an, dass es eine besondere Anlage (sensus numinis) für das religiöse Gefühl gibt. Sei diese Anlage nur schwach ausgeprägt oder gar nicht, sei man als Religionskundler kaum geeignet. Das religiöse Gefühl sei von anderen Empfindungen zu unterscheiden. Gleichwohl sei es möglich, Parallelen zum Erleben anderer Gefühle zu ziehen (z. B. ästhetische Gefühle). Otto nennt vier Momente, die für das Erleben des religiösen Gefühls typisch sind: Das Tremendum = Das Schauervolle, Das Majestas = Das Übermächtige, Das Energische = Die Kraft, Der Wille, Das Mysterium = Das „Ganz Andere“; siehe auch Mysterium tremendum. Diese Momente ziehen sich durch die gesamte Religionsgeschichte. Ferner geht er davon aus, dass religiöses Erleben zunächst affekthaft („irrational“) erfahren, nie „begriffen“, wohl aber durch kognitive Prozesse („Rationalisierung“) „versittlicht“ wird.
Auch Rudolf Ottos auf Gefühlen beruhendes Konzept des Heiligen löste damals lebhafte Diskussionen aus. Während sich der Religionswissenschaftler Gustav Mensching in seiner Toleranzidee der Religionen von Otto anregen ließ, wurde Ottos Theorie von dem Wundt-Schüler Willy Hellpach als parapsychologisch verworfen. Heute spielt Otto in der Religionswissenschaft kaum noch eine Rolle. Vorstellungen vom Numinosen werden aber nach wie vor u. a. bedingt durch die tiefenpsychologischen Konzepte von Erik H. Erikson und C. G. Jung in alternativen Richtungen der Psychologie (z. B. transpersonale Psychologie) aufgenommen.
Seit der Aufklärung wird – vor allem im westlichen Kulturkreis – zwischen institutionalisierter Religion und persönlicher Haltung zum Transzendenten unterschieden. Hierdurch wird die individuelle Ausformung der Religiosität des Einzelnen begünstigt. Daneben gibt es zunehmend Formen von Religion, die sich wenig auf den Lebensstil der Anhänger auswirken, weil diese nur zu bestimmten Gelegenheiten religiöse ‚Dienstleistungen‘ in Anspruch nehmen. Hierzu gehören auch Ansätze, nach denen Gruppen oder Individuen Ideen, Rituale usw. aus Religionen und anderen Weltanschauungen, u. a. esoterischen, neu zusammenstellen und auf ihre Bedürfnisse zuschneiden. Dieses eklektizistische Vorgehen wird von Vertretern traditioneller Religionen zuweilen „Patchwork-Religion“ oder „Supermarkt der Weltanschauungen“ genannt.

## Religion und Ethik

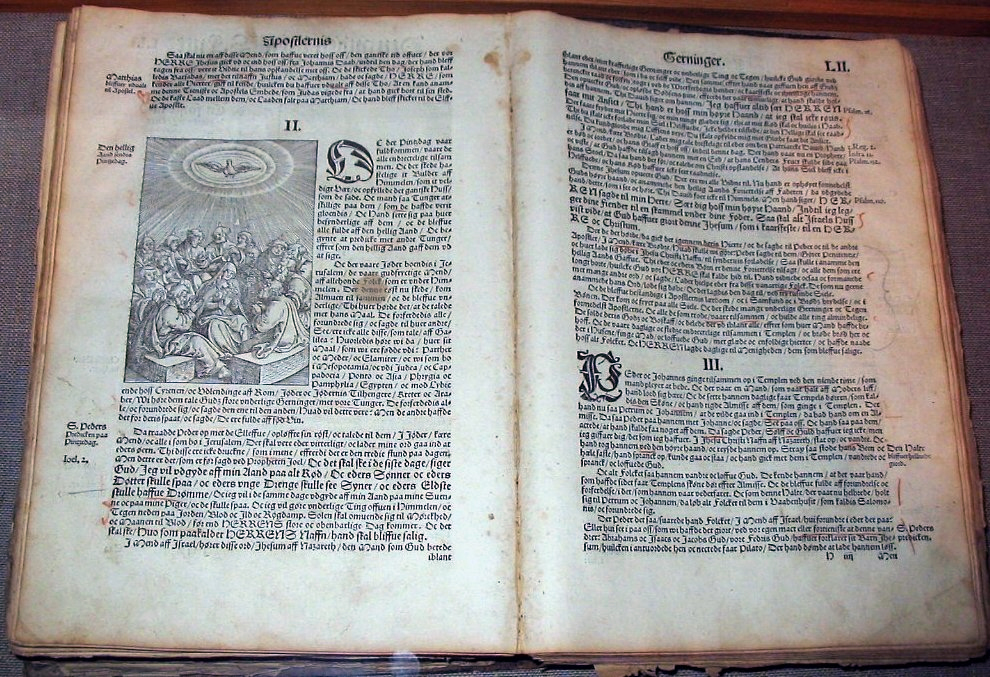
Bibel aus dem 16. Jh. – viele Religionen kennen Heilige Schriften, in welchen ethisches Verhalten festgelegt und über die Schrift weitergegeben wird

Zahlreiche alte Religionen hatten den Anspruch, menschliches Zusammenleben durch Gesetze zu regeln. Die meisten Religionen der Gegenwart haben ein ethisches Wertesystem, dessen Einhaltung sie fordern.
Dieses System von Wertvorstellungen umfasst Ansichten darüber, was richtig und falsch und was gut und böse ist, wie ein Angehöriger der jeweiligen Religion zu handeln und teilweise, wie er zu denken hat. Dem liegt zumeist eine bestimmte Auffassung über die Welt, die Natur und die Stellung des Menschen zugrunde. Obgleich sich diese Anschauungen historisch wandeln, stehen hinter solchen religiösen Pflichten in fast allen Religionen ähnliche ethische Prinzipien. Diese sollen das konfliktarme Miteinander der Mitglieder der Religionsgemeinschaft regeln, die Gesellschaft und zum Teil die Politik im Sinne der Religion beeinflussen und die Menschen individuell dem jeweiligen religiösen Ziel näher bringen. Zudem bieten sie für den Einzelnen einen moralischen Rahmen, der ihn psychisch und physisch stabilisieren kann, zu individueller und kollektiver Hilfsbereitschaft anhalten oder sogar zu gesellschaftlichen Verbesserungen beitragen kann.
Alle Weltreligionen und die meisten kleineren Religionen fordern Barmherzigkeit von ihren Mitgliedern. So ist im Islam z. B. vorgeschrieben, dass jeder einen festen Anteil seines Einkommens für soziale Zwecke spenden soll (Zakat). Im christlich geprägten Mittelalter unterhielt die römisch-katholische Kirche Universitäten und Schulen, Hospitäler und Waisenhäuser und sorgte für die Armenspeisung. Ein Aspekt von Religion kann die Bewahrung des Friedens sein, was durch Vorschriften zu Mitgefühl, Vergebung oder sogar Feindesliebe Ausdruck findet.
In einigen Religionen sollen diese moralischen Gesetze der jeweiligen Überlieferung nach dem Religionsstifter von der entsprechenden Gottheit überbracht worden sein und somit höchste Autorität besitzen (Offenbarungsreligionen). Nach dieser Vorstellung sollen sich auch weltliche Herrscher den jeweiligen ethischen Anforderungen beugen. Gehorsam wird jeweils unter Androhung von diesseitigen oder jenseitigen Strafen gefordert oder als einziger Weg zum Heil dargestellt. Auch Apostasie kann je nach Auslegung der Religion bestraft werden.
Häufig existieren weitere Regeln, die nicht vom Stifter der Religion stammen, sondern aus den heiligen Schriften und anderen Tradierungen der jeweiligen Religion abgeleitet werden (z. B. Talmud, Konzilien, Sunna). Einige dieser Normen verloren im Laufe der historischen Entwicklung für viele Gläubige ihren Sinn und wurden in einigen Fällen den sehr unterschiedlichen Wertesystemen der entsprechenden Zeit angepasst (vgl. Reformjudentum).
Wie in allen Weltanschauungen gibt es auch in den Religionen einen Widerspruch zwischen theoretischem Anspruch und praktischer Umsetzung. Während Machtmissbrauch und andere Missstände im Mittelalter und der frühen Neuzeit häufig zu Schismen und religiösen Erneuerungsbewegungen führten, veranlassen sie gegenwärtig vielfach zur Abkehr von Religionen. Parallel zu Reform-Bestrebungen kommt es aber auch zu fundamentalistischen religiösen Interpretationen und Praktiken, die bis hin zu terroristischen Aktivitäten mit pseudoreligiöser Begründung reichen.
Die stärkste Form des Versagens ethischer religiöser Normen stellen Religionskriege und andere Gewalttaten dar, die mit religiösen Auffassungen begründet werden. Dies werten Gläubige zumeist als Missbrauch ihrer Religion, während Religionskritiker von einer allen Religionen immanenten Tendenz zu Fanatismus und Grausamkeit ausgehen. Überdies ist umstritten, ob diese Geschehnisse notwendige Folge von Religionen sind.
Die Römisch-Katholische Kirche war für die Inquisition verantwortlich. Verbrechen im Namen der christlichen Religion waren die Kreuzzüge, die Hexenverfolgung, die Judenverfolgung, gewalttätige Formen der Missionierung oder religiös verbrämte, eigentlich politische Gräueltaten, wie die Tötung zahlreicher sogenannter Indios, Angehöriger indigener Völker Südamerikas während der Eroberung und in der Neuzeit teilweise die Unterstützung von Diktaturen und die ambivalente Rolle der Kirchen in der Zeit des Nationalsozialismus. Allerdings fanden sich bei all diesen Ereignissen auch immer wieder Kritiker aus den eigenen Reihen. Der Kirchen- und Religionskritiker Karlheinz Deschner hat in seinem auf zehn Bände angelegten Werk Kriminalgeschichte des Christentums ab 1986 eine Fülle historischen Materials zu diesem Thema ausgewertet und kommentiert.
Auch in jüngerer Zeit sind Gewalttaten partiell mit Religion verbunden: So werden seit der Begründung eines Gottesstaates, der Islamischen Republik Iran, Tausende von Menschen wegen „Verbrechen gegen die Religion“ im Rahmen eines Rechtssystems, das auf einer speziellen Deutung der Scharia beruht, inhaftiert, gefoltert und häufig (medienwirksam öffentlich) hingerichtet. Frauen werden schon wegen einer Nichteinhaltung von Bekleidungsvorschriften bestraft, wegen „moralischer Vergehen“ in seltenen Fällen gesteinigt. Auch die Religionsgemeinschaft der Baha’i (und z. B. Homosexuelle) werden strafrechtlich und von den „Religionswächtern“ verfolgt. In Indien gibt es zunehmend Ausschreitungen von radikalen Hindus, vor allem gegenüber Muslimen.

### Ethik der abrahamitischen Religionen

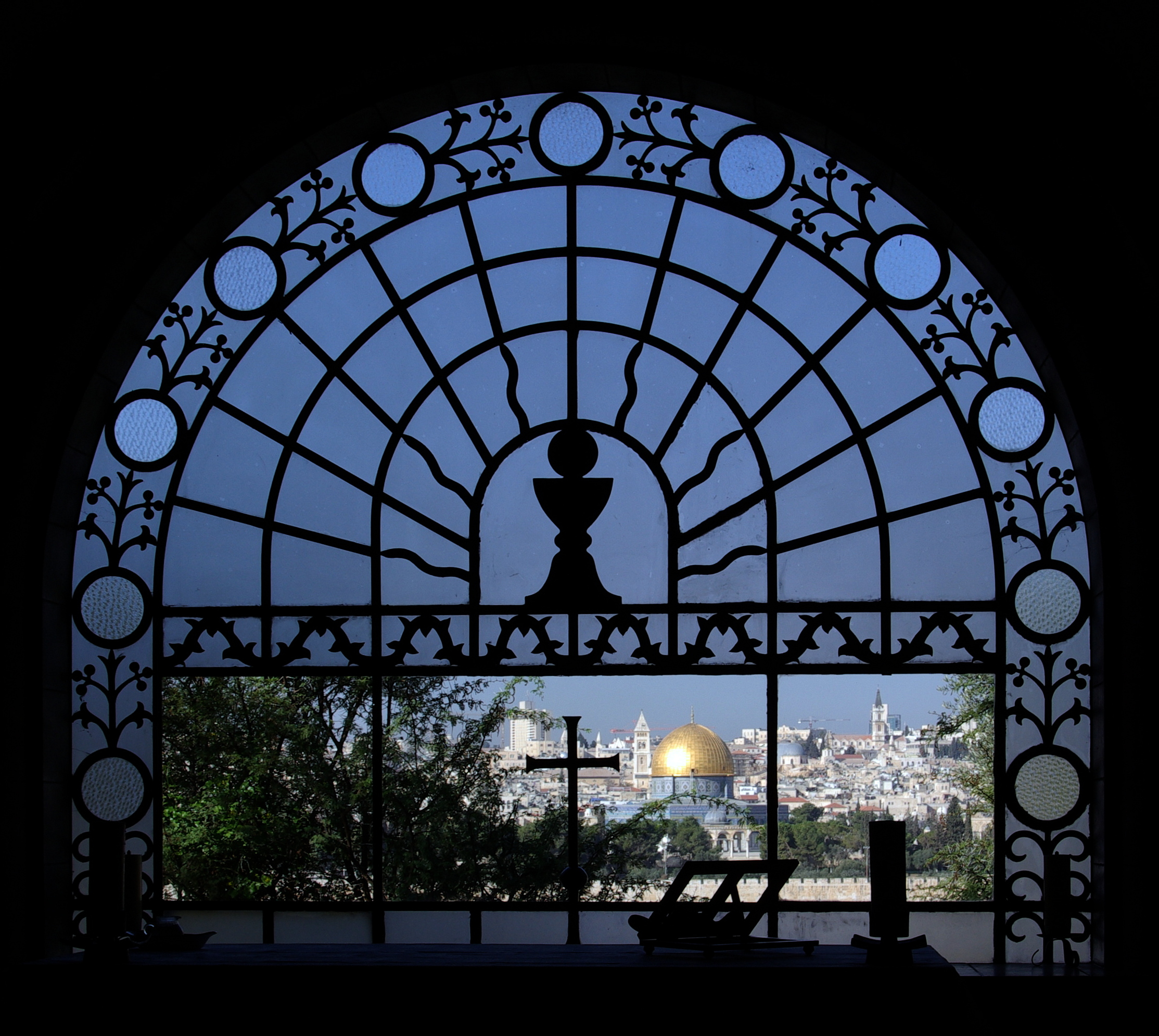
Jerusalem: Schnittpunkt der abrahamitischen Religionen

Die praktizierte Ethik im Judentum, Christentum und im Islam unterscheidet sich unter anderem dadurch, ob die jeweilige Religion mit einem weiten individuellen Denk- und Handlungsspielraum, traditionell oder fundamentalistisch ausgelegt wird.
Auch innerhalb der einzelnen Religionen gibt es unterschiedliche Schulen, welche die jeweilige Morallehre verschieden deuten und anwenden. So gibt es z. B. im Christentum Strömungen, die das Alte Testament aufgrund der darin sehr gewalttätig wirkenden Gottheit gering schätzen.
Die drei bedeutendsten Offenbarungsreligionen verbindet in ihren ethischen Systemen der Gedanke an eine Endzeit. Dabei ist das Judentum weniger jenseitsbezogen als die beiden anderen Religionen. Das lineare Verständnis von Zeit bedeutet, dass die Gläubigen im Diesseits nach den von ihrer Gottheit geforderten Regeln leben, um einen Lohn in einer späteren Zeit zu erhalten, was nicht ausschließt, dass Gott auch im Diesseits schon belohnt und bestraft. Allerdings wird im Protestantismus zumeist die göttliche Gnade für ausschlaggebend gehalten, auch unabhängig von der Befolgung moralischer Postulate. Judentum und Islam haben mehr Rechtscharakter und ein umfassenderes System von rituellen Ge- und Verboten als das Christentum, was sich z. B. im hebräischen Wort für Religion, Tora (Gesetz), widerspiegelt. Ähnlich wie im Hinduismus reglementieren Anweisungen Handlungen der Gruppe. In christlichen Religionen sind heute, anders als im Römisch-Katholischen Mittelalter, u. a. durch Interpretationen der Überlieferungen von Aussagen ihres Stifters, neuplatonische Einflüsse und Auswirkungen der Aufklärung in vielen Strömungen weniger rituelle Ge- und Verbote vorgegeben.

#### Jüdische Ethik

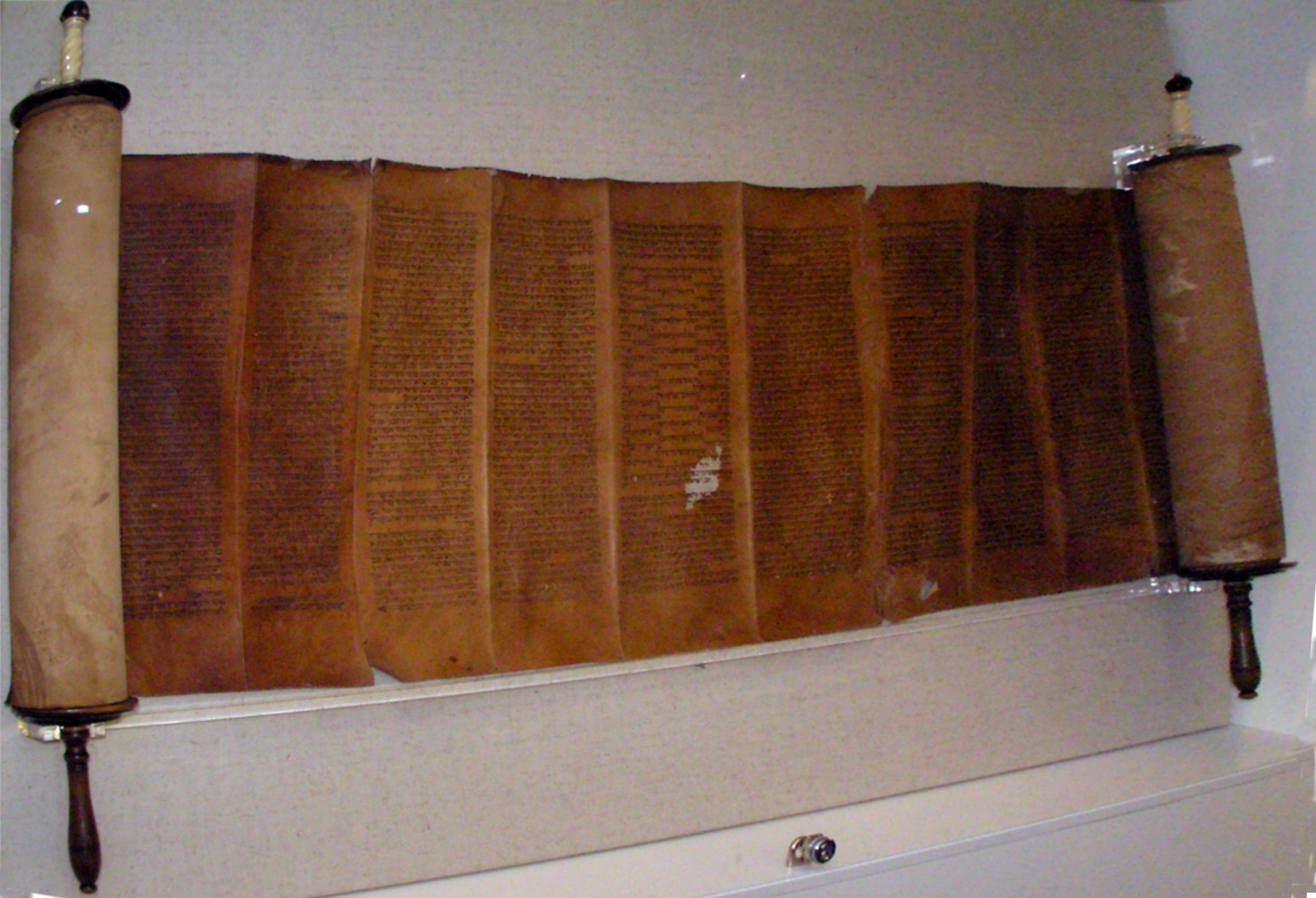
Thora – darin sind insgesamt 613 Thora-Gebote enthalten

Grundlegend für die jüdische Ethik sind die Thora, der Hauptteil der hebräischen Bibel, der Talmud – besonders die in ihm enthaltenen Pirkej Avot sowie die Halacha, ein seit 1500 Jahren stetig weiterentwickeltes Korpus von rabbinischen Aussagen. Auch heute noch wird die jüdische Ethik durch Äußerungen von Rabbinern der verschiedenen Richtungen des Judentums weiterentwickelt.
Zentral für die jüdische Ethik ist eine Stelle über die Nächstenliebe aus Levitikus (3. Buch Mose) 19, 18, die in deutscher Übersetzung etwa lautet: „Liebe deinen Nächsten, denn er ist wie du“.
Weite Teile des Talmuds und auch vieles in der Tora sind Erläuterungen zur konkreten Umsetzung dieser Nächstenliebe.
Die jüdische Ethik ist ein zentraler Teil der jüdischen Philosophie. Insgesamt lässt sich keine allgemeine „jüdische Auffassung“ zu zeitgebundenen ethischen Fragen erkennen. Sehr unterschiedliche Antworten auf solche Fragen finden sich im Ultraorthodoxen Judentum, Orthodoxen Judentum, Konservativen Judentum, Jüdischen Rekonstruktivismus und Liberalen Judentum.

#### Christliche Ethik
Die christlichen Hauptrichtungen (Orthodoxe, Römisch-katholische und Protestantische Kirche) – wie auch andere christliche Gemeinschaften – fordern, dass der christliche Glaube mit einer moralischen Lebensführung verbunden wird. Dabei ist die Bandbreite dessen, was jeweils darunter zu fassen ist, auch innerhalb einer christlichen Religionsgemeinschaft bzw. Kirche häufig sehr groß. In der Theologie wird zwischen theoretischer Ethik und ihrer Umsetzung unterschieden. Es gibt gewisse Überschneidungen mit der biblischen Ethik, jedoch ist das Feld der christlichen Ethik weiter gefasst. Als christliche Tugenden gelten Glaube, Liebe und Hoffnung.
In der christlichen Ethik existieren vorrangig zwei theoretische Positionen: der christlich teleologische Ansatz und der deontologische, d. h. die Pflichtenlehre, wobei häufig beide mit unterschiedlicher Gewichtung miteinander verbunden werden. Die Teleologie erörtert die Frage nach dem Sinn und Zweck, z. B. nach dem „Guten“, „Wahren“ oder nach dem „Ende“, das Christen erstreben sollen (in einigen christlichen Konzepten ist dies die „Vereinigung mit Gott“), während die christliche Deontologie Moral als Pflicht begreift, Gesetze oder andere religiöse Verordnungen zu erfüllen, vor allem die aus dem alttestamentlich-jüdischen Glauben übernommenen Zehn Gebote.
Besonders bekannter Teil der christlichen Ethik ist die Aufforderung (Jesu), nicht nur seine Freunde, sondern auch seine Feinde zu lieben. Siehe dazu Mt 5,44 ff.  sowie Lk 6,27 und 32 ff. .

#### Islamische Ethik

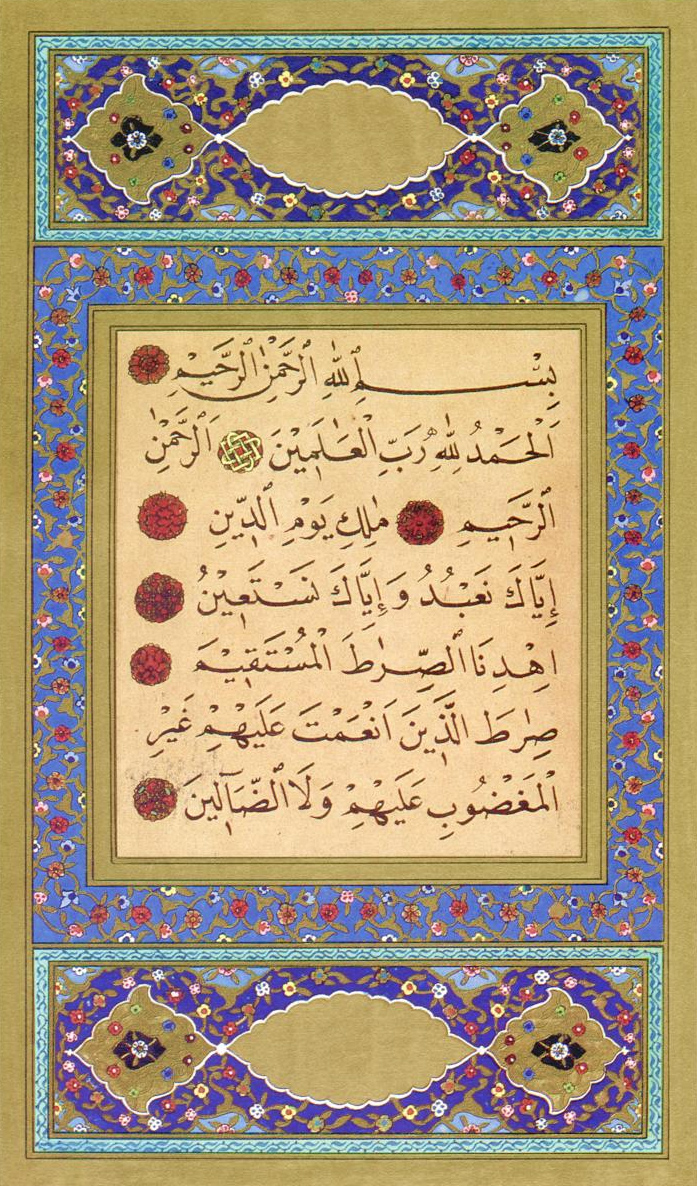
Die erste Sure al-Fatiha

Die Ethik im Islam ist ähnlich wie im Judentum stark an Gebote für fast alle Lebensbereiche gebunden. Der Koran gibt genaue Anweisungen für die Handlungen des Einzelnen in der Gruppe. Wichtig für den Islam ist eine kollektive Verantwortung für Gut und Böse. Dies wird beispielsweise in der Anweisung Das Rechte gebieten und das Verwerfliche verbieten deutlich. In Folge besteht die Möglichkeit einer unumschränkten Befehlsgewalt der Gemeinschaft (siehe auch Hisbah). Der Islam geht in seinen Hauptrichtungen Sunniten und Schiiten von der Prädestination (Vorherbestimmung) aus, die Individuen nur begrenzten Handlungsspielraum zugesteht. In fundamentalistisch ausgerichteten Staaten hat die Scharia als islamisches Recht eine zentrale Bedeutung.

### Ethik (fern)östlicher Religionen
In den Religionen indischen Ursprungs wie dem Buddhismus, Hinduismus, Sikhismus und Jainismus besteht eine direkte Verbindung zwischen dem ethischen bzw. unethischen Verhalten einer Person und dessen Rückwirkungen im gegenwärtigen und in künftigen Leben (Reinkarnation) bzw. in einer künftigen jenseitigen Existenz. Dies erklärt man nicht indirekt durch das Eingreifen einer richtenden, belohnenden und strafenden Gottheit, sondern man fasst dies als naturgesetzlich auf. Jedes Tun gilt als unweigerlich mit positiven oder negativen Folgen auf den Handelnden verknüpft (Karma-Konzept). Daher werden ethische Regeln an einer angenommenen universalen Gesetzmäßigkeit bzw. einem Weltprinzip ausgerichtet, das im Hinduismus, Buddhismus und Jainismus Dharma genannt wird. Aus diesem Prinzip werden detaillierte ethische Anweisungen abgeleitet.
Von Anhängern dieser Religionsgemeinschaften wird erwartet, die Gesetzmäßigkeiten des Daseins zu erkennen und entsprechend zu handeln.
In manchen Fällen sanktioniert die Gemeinschaft Regelverstöße, doch weit wichtiger sind für das Individuum die angenommenen negativen Folgen von Übeltaten in einer künftigen diesseitigen oder jenseitigen Existenzform.
Gemeinsam ist jenen Religionen der Ansatz, mentalen Ursachen unerwünschter Handlungen nachzuforschen, um sie im möglichst frühen Stadium beeinflussen zu können.
Eine zentrale Rolle spielt in der Ethik dieser Religionen die Frage der Gewalt. Als Ideal gilt dabei Gewaltlosigkeit (Ahimsa, „Nicht-Gewalt“). Da kein prinzipieller Unterschied zwischen dem Mensch und anderen Lebensformen gemacht wird, erstreckt sich die Forderung der Gewaltlosigkeit auch auf den Umgang mit Tieren – und theoretisch sogar mit Pflanzen. Eine konsequente Umsetzung des Gewaltlosigkeitsideals scheitert am Erfordernis, das Überleben auf Kosten anderer Lebensformen zu sichern und gegen Angriffe zu verteidigen. Daraus folgen Konzessionen und Kompromisse, die in den Religionen bzw. Strömungen unterschiedlich ausfallen. Die Frage nach der Zulässigkeit defensiver Gewalt und nach ihrer Legitimierung im Einzelfall wurde und wird kontrovers diskutiert.
Sehr unterschiedlich ist auch die Umsetzung in der Praxis der Religionsanhänger. Entgegen einem im Westen verbreiteten Irrtum verbietet weder der Hinduismus noch der Buddhismus oder der Jainismus militärische Gewalt unter allen Umständen. Daher sind Kriege, die von Anhängern dieser Religionen geführt wurden und werden, nicht notwendigerweise Verstöße gegen religiöse Pflichten. Außerdem gelten in allen Gemeinschaften für Mönche und Nonnen weit strengere Ethikmaßstäbe als für Laienanhänger.
Eine andersartige Position nimmt der in China entstandene Daoismus ein. Er nimmt mit dem Dao zwar auch ein universales Weltprinzip an, aber das heilige Buch Daodejing, betont, dass die Weltordnung hinsichtlich des ethischen oder unethischen Verhaltens der Individuen indifferent sei. „Himmel und Erde“ belohnen weder gute Taten noch bestrafen sie schlechte. Das Dao richte sich nicht nach menschlichen Ansichten von Gut und Böse. Ethisches Verhalten ergibt sich aus der Sicht des Daoismus nicht aus Tugendlehren, wie sie der Konfuzianismus lehrt, sondern unmittelbar aus spontanen Impulsen des autonomen Individuums, das seiner eigenen Natur folgt, soweit es nicht von außen daran gehindert wird. Trotzdem gibt es im späteren religiösen Daoismus auch ethische Lehren. So vertrat der Alchemist Ge Hong konfuzianische Tugenden und der Quanzhen-Daoismus übernahm eine buddhistische Ethik für Mönche und Nonnen. Desgleichen sind die Priester des Daoismus, die Daoshi, angehalten, die Reinheit von Denken und Glauben zu praktizieren und ein integres Leben zu führen. Der Daoismus missbilligt Kriegführung, verwirft sie aber nicht absolut im Sinne eines radikalen Pazifismus.
Näheres zu den einzelnen Religionen findet sich in den folgenden Hauptartikeln:

### Ethik traditioneller indigener Kulturen
Auch indigene Kulturen weisen verschiedenste Moralsysteme auf, welche die Gemeinschaft schützen sollen. Da nur durch ein funktionierendes Sozialbewusstsein das Überleben der Gruppe gesichert werden kann, bildet die Übung prosozialen Verhaltens den Schwerpunkt mündlich weitergegebener Überlieferungen. Häufiger als in komplexeren Kulturen werden unmittelbare übernatürliche Konsequenzen von Regelverstößen erwartet.

## Religion und Kunst
Zahlreiche Kunstformen hatten zunächst eine religiöse Hauptbestimmung und verselbstständigten sich erst danach. Klassisches Beispiel ist das abendländische Theater, das aus dem antiken athenischen Dionysos-Kult hervorging.
Religionen haben oftmals einen zentralen Einfluss auf die Kulturproduktion einer Gesellschaft und die Entwicklung der bildenden, darstellenden und angewandten Künste ausgeübt. Wie weit dieser Einfluss sich tatsächlich auf die künstlerische Arbeit auswirkt, hängt stark von dem Wertesystem und bestimmten theologischen Konzepten der jeweiligen Religion ab. In der Bildverehrung wird das oftmals künstlerisch ausgestaltete Abbild religiöser Szenen oder Motive zu einem wesentlichen Bestandteil des religiösen Ritus und führt mitunter zu der Ausbildung spezifischer künstlerischer Traditionen. Ebenso wirkt die Ausgestaltung von Sakralbauten und Kultgegenständen (wie Reliquiaren oder sakralem Gerät) auf die Entwicklung architektonischer und handwerklicher Traditionen ein, die später mitunter in die säkulare Kunst übernommen werden.
In vielen Religionen waren und werden den Künsten zugleich thematische oder formale Restriktionen auferlegt. Dies kann daraus abgeleitet werden, dass bestimmte Kunstformen – vor allem der bildenden und der darstellenden Kunst – als zu weltlich empfunden werden, aber auch aus spezifischen theologischen Konzepten, am strengsten im Bilderverbot mancher Religionen; dies kam nicht selten der Ausbildung des Ornaments und der Kalligrafie zugute. Kunstwerke können sogar als blasphemisch verteufelt werden. Die Ablehnung bekämpfter religiöser Anschauungen führte zum Beispiel zum byzantinischen Ikonoklasmus, zum Reformatorischen Bildersturm oder zur Sprengung der Buddha-Statuen von Bamiyan durch die Taliban.
Seit in der Neuzeit in vielen Gesellschaften die Kunst weitgehend als autonom betrachtet wird und Kunstwerke gemäß der Kunstfreiheit behandelt werden, kommt es immer wieder zu Fällen, in denen Werke durch Vertreter einer Religion als anstößig empfunden und zu symbolischen Auslösern gesellschaftlicher oder sogar politischer Konflikte werden.

## Religion und Recht
So wie Religion ethische Urteile beeinflusst, so beeinflussen religiöse Überzeugungen auch das Rechtssystem. Beispielsweise stellte der Bundesgerichtshof 1953 fest, dass die Familie „von Gott gestiftet“ sei. Im gleichen Gutachten erklärte das Gericht den Mann kraft Schöpfung zum Oberhaupt der Familie und die Frau zuständig für die Kinder. Die Rechtsprechung wurde dadurch direkt durch religiöse Überzeugungen bestimmt. Auch wenn der Einfluss der Religion auf das Recht durch die Säkularisierung in den meisten westlichen Ländern weitgehend reduziert wurde, ist die Rechtsprechung in vielen traditionelleren Gesellschaften immer noch massiv von religiösen Werten bestimmt. Ein prominentes Beispiel ist die Scharia in muslimischen Ländern.

## Religion und Wirtschaft
Ein wirtschaftlicher Faktor, der mit Religion in Zusammenhang steht, ist die Kreativität einer Region.
So wurde für ca. 3.000 US-amerikanischen Counties der Anteil der Personen, die der kreativen Klasse angehören, mit der Präsenz von Religionen im betreffenden County verglichen. Es zeigte sich, dass ein moderat negativer Zusammenhang zwischen Religion und kreativer Klasse besteht: Je religiöser ein County, desto geringer der Anteil der kreativen Klasse. Der negative Zusammenhang blieb auch bestehen, wenn man andere Faktoren wie Bildung, Einkommen, politische Orientierung, Grad der Verstädterung und vorherrschende Industrie berücksichtigte. Der Autor leitete daraus ab, dass Religiosität hinderlich für ein kreatives Milieu sei.
Das Institut für Trend- und Wirtschaftsforschung (ITZ) behauptete: „Religion wirft ihre archaische Verwurzelung in der Kirche und im Glauben ab und wird als spiritueller Erlebnismarkt wiedergeboren. Religion im postmodernen Gewand des irgendwie Spirituellen wird deshalb tendenziell zu einer Frage der persönlichen Lebensstilentscheidungen. Religion wird individualisiert, personalisiert und nach innen gekehrt: My personal Jesus, mein Gott für bestimmte Lebenslagen. Durch diesen sozialgeschichtlich dramatischen Wandel wird Spiritualität zu einem Wachstumsmarkt, auf dem sich nicht mehr nur Amtskirche und Prediger tummeln, sondern die gesamte medialisierte Erlebnisgesellschaft des 21. Jahrhunderts.“

### Nachschlagewerke
- H. D. Betz u. a. (Hrsg.): Religion in Geschichte und Gegenwart. Handwörterbuch für Theologie und Religionswissenschaft. 8 Bände, Mohr-Siebeck, Tübingen 1998–2005 (4. Aufl.), ISBN 3-16-146941-0.
- John Bowker (Hrsg.): Das Oxford-Lexikon der Weltreligionen. Fischer-Taschenbuch-Verlag, Frankfurt am Main 2003, ISBN 3-596-15740-4.
- Hubert Cancik, Burkhard Gladigow, Karl-Heinz Kohl (Hrsg.): Handbuch religionswissenschaftlicher Grundbegriffe. 5 Bände, Stuttgart 1988–2001.
- Erwin Fahlbusch (Hrsg.): Taschenlexikon Religion und Theologie. 5 Bände, Vandenhoeck & Ruprecht, Göttingen 1983, ISBN 3-525-50123-4.
- Johann Figl (Hrsg.): Handbuch Religionswissenschaft. Religionen und ihre zentralen Themen. Vandenhoeck und Ruprecht, Innsbruck, Wien 2003, ISBN 3-525-50165-X.
- Hartwig Weber: Lexikon Religion. Rowohlt, Reinbek 2001, ISBN 3-499-60629-1.
- Lindsay Jones (Hrsg.): Encyclopedia of Religion. 2., völlig neu erstellte Auflage. Macmillan Reference USA, Thomson Gale, New York (u. a.) 2005, ISBN 0-02-865735-7.
- Douglas Charing u. a.: Das visuelle Lexikon der Weltreligionen. Gerstenberg Verlag, Hildesheim 2004, ISBN 3-8067-4591-9.

### Gesamtdarstellungen / Überblick
- Ernst Feil u. a.: Religion. In: H. D. Betz u. a. (Hrsg.): Religion in Geschichte und Gegenwart: Handwörterbuch für Theologie und Religionswissenschaft. Band 7. 4., völlig neu bearb. Auflage. Mohr Siebeck, Tübingen 2004, ISBN 3-16-146945-3, S. 263–304.
- Manfred Hutter: Die Weltreligionen. Beck Wissen, München 2005, ISBN 3-406-50865-0.
- Michael Klöcker, Udo Tworuschka: Handbuch der Religionen. Olzog, Landsberg (Lech) ab 1997 (Loseblattwerk mit jährlich 3 Ergänzungslieferungen), ISBN 3-7892-9900-6.
- Wulf Metz (Hrsg.): Handbuch Weltreligionen: eine umfassende Einführung in Gedanken und Riten der Weltreligionen. Brockhaus, Wuppertal 2003, ISBN 3-417-24779-9.
- Anton Quack: Hexer, Heiler und Schamanen. Die Religion der Stammeskulturen. Wissenschaftliche Buchgesellschaft, Darmstadt 2004, ISBN 3-534-17473-9.
- C. H. Schröder: Die Religionen der Menschheit. Band 1 ff. Stuttgart 1979 ff.
- Harald Seubert: Religion. UTB, Stuttgart 2009, ISBN 978-3-8252-3279-5.
- Georg Simmel: Die Religion. Dr. Klaus Fischer Verlag, Schutterwald/Baden 2006, ISBN 3-928640-84-4.
- Monika Tworuschka, Udo Tworuschka: Die Welt der Religionen. Geschichte, Glaubenssätze, Gegenwart. Chronik, München 2006, ISBN 3-577-14521-8.

### Religionsgeschichte
- Peter Antes: Grundriss der Religionsgeschichte. Von der Prähistorie bis zur Gegenwart. Kohlhammer, Stuttgart 2006, ISBN 3-17-016965-3.
- Hubert Cancik (Hrsg.): Die Religionen der Menschheit. 36 Bände, Kohlhammer, Stuttgart 1979 (fortlaufend überarbeitet).
- Mircea Eliade: Geschichte der religiösen Ideen. 4 Bände, Herder, Freiburg i. Br. 2002, ISBN 3-451-05274-1.
- G. Filoramo (Hrsg.): Storia delle religioni. Rom/Bari 1994.
- Julia Haslinger: Die Evolution der Religionen und der Religiosität. In: Sociology in Switzerland. Sociology of Religion. Zürich 2012 (PDF; 610 kB).
- Karl-Heinz Golzio: Who’s who der Religionsstifter. Kreuz, Stuttgart/Zürich 2002, ISBN 3-7831-2106-X.
- Jörg Rüpke: Pantheon. Geschichte der antiken Religionen. C.H. Beck, München 2016.
- Ina Wunn u. a.: Die Religionen in vorgeschichtlicher Zeit. Kohlhammer, Stuttgart 2005, ISBN 3-17-016726-X.
- Ina Wunn: Die Evolution der Religionen. Habilitationsschrift, Fakultät für Geistes- und Sozialwissenschaften der Universität Hannover, 2004 (PDF  (Seite nicht mehr abrufbar, festgestellt im Mai 2019. Suche in Webarchiven) – keine Mementos).

### Religionstheorien / systematische Religionsforschung
- Edmund Arens: Gottesverständigung. Eine kommunikative Religionstheologie. Herder, Freiburg 2007, ISBN 978-3-451-29670-3.
- Pierre Bourdieu: Das religiöse Feld. Texte zur Ökonomie des Heilsgeschehens. UVK, Konstanz 2000, ISBN 3-87940-580-8.
- Volker Drehsen, Wilhelm Gräb, Birgit Weyel (Hrsg.): Kompendium Religionstheorie. Vandenhoeck & Ruprecht / UTB, Göttingen 2005, ISBN 3-8252-2705-7 (Inhaltsverzeichnis [PDF; 68 kB]).
- Émile Durkheim: Die elementaren Formen des religiösen Lebens. [1912], Suhrkamp, Frankfurt am Main 2005 (Nachdruck), ISBN 3-518-28725-7.
- Clifford Geertz: Dichte Beschreibung. Beiträge zum Verstehen kultureller Systeme. Suhrkamp, Frankfurt am Main 2003 (zuerst 1983).
- Felicitas Goodman: Die andere Wirklichkeit. Über das Religiöse in den Kulturen der Welt. Trickster, München 1994, ISBN 3-923804-61-X.
- Vilhelm Grønbech: Vor folkeæt i oldtiden. 4 Bände, [1909–1912], 2. Auflage. Kopenhagen 1955. (Dt. u. d. T. Kultur und Religion der Germanen. 2 Bände, Wissenschaftliche Buchgesellschaft, Darmstadt 1954).
- Hans-Michael Haußig: Der Religionsbegriff in den Religionen. Studien zum Selbst- und Religionsverständnis in Hinduismus, Buddhismus, Judentum und Islam. Philo, Berlin 1999, ISBN 3-8257-0129-8.
- Rudolf-Christian Henning, Sebastian Murken, Erich Nestler (Hrsg.): Einführung in die Religionspsychologie. Schöningh / UTB, Paderborn u. a. 2003, ISBN 3-8252-2435-X.
- Klaus Hock: Einführung in die Religionswissenschaft. Wissenschaftliche Buchgesellschaft, 5. Auflage, Darmstadt 2014, ISBN 978-3-534-26410-0.
- William James: The varieties of religious experience: a study in human nature. Being the Gifford lectures on natural religion delivered at Edinburgh in 1901–1902; Longmans, Green & Co, New York 1902.
- Günter Kehrer: Organisierte Religion. Kohlhammer, Stuttgart 1982, ISBN 3-17-007528-4.
- Hubert Knoblauch: Religionssoziologie. De Gruyter (Sammlung Göschen), Berlin 1999, ISBN 3-11-016347-0.
- Niklas Luhmann: Funktion der Religion. 6. Auflage. Suhrkamp, Frankfurt am Main 2004, ISBN 3-518-28007-4.
- Georg Simmel: Die Religion. Dr. Klaus Fischer Verlag, Schutterwald/Baden 2006, ISBN 3-928640-84-4.
- Fritz Stolz (Religionswissenschaftler): Grundzüge der Religionswissenschaft. 3. Auflage. Vandenhoeck & Ruprecht / UTB, Göttingen 2001, ISBN 3-525-03291-9.
- Martin Riesebrodt: Cultus und Heilsversprechen. Eine Theorie der Religionen. C.H. Beck, München 2007, ISBN 978-3-406-56213-6.
- Walter Burkert: Kulte des Altertums. Biologische Grundlagen der Religion. C.H. Beck, 1998, ISBN 3-406-43355-3.
- Felix Müller: Götter, Gaben, Rituale. Religion der Frühgeschichte Europas. Zabern, 2002, ISBN 3-8053-2801-X.
- Martha Nussbaum: Die neue religiöse Intoleranz. Ein Ausweg aus der Politik der Angst. Wissenschaftliche Buchgesellschaft, Darmstadt 2014, ISBN 978-3-534-26460-5.[127]

### Ethik / Philosophie / Recht
- Detlef Clas, Gábor Paál (Hrsg.): Gottes Bilder – Warum wir glauben. Markstein, Filderstadt 2006, ISBN 3-935129-28-9.
- Peter Fischer: Philosophie der Religion. Vandenhoeck & Ruprecht / UTB, Göttingen 2007, ISBN 978-3-8252-2887-3.
- Gritt Klinkhammer (Hrsg.): Religionen und Recht. Eine interdisziplinäre Diskussion um die Integration von Religionen in demokratischen Gesellschaften. Diagonal, Marburg 2002, ISBN 3-927165-82-4.
- Michael Klöcker, Udo Tworuschka (Hrsg.): Ethik der Weltreligionen. Ein Handbuch. Wissenschaftliche Buchgesellschaft, Darmstadt 2005, ISBN 3-534-17253-1.
- Stuart Kauffman: Reinventing the Sacred: A New View of Science, Reason, and Religion. Basic Books, New York 2008, ISBN 978-0-465-00300-6.